# Frankfurt-Heddernheim
Heddernheim ist, seit 1. April 1910, ein Stadtteil von Frankfurt am Main im Nordwesten der Stadt. Bekannt wurde Heddernheim durch die römische Munizipalstadt Nida, Hauptort der Civitas Taunensium, sowie als Fastnachtshochburg (frankfurterisch: Klaa Paris). Der Umzug am Fastnachtsdienstag zieht jährlich mehr als 100.000 Besucher an.
Heddernheim gehörte vom 12. Jahrhundert bis zur Säkularisation 1803 zum Mainzer Domkapitel. Von 1806 bis 1866 war es eine rundum von Frankfurter oder kurhessischem Territorium umgebene Exklave des Herzogtums Nassau. Nach der Annexion durch Preußen gehörte es bis zur Eingemeindung durch Frankfurt 1910 zum Landkreis Frankfurt.
Der besonderen Lage als Exklave ist auch die komplizierte Konfessionsgeschichte Heddernheims zuzuschreiben. Da sie rundum von lutherischen oder reformierten Territorien umgeben war, blieb die Gemeinde trotz ihrer katholischen Herrschaft auch während der Gegenreformation mehrheitlich lutherisch. Daneben gab es eine große jüdische Gemeinde, die im 18. und 19. Jahrhundert etwa ein Viertel der Einwohner ausmachte und zeitweise die größte jüdische Gemeinde des Herzogtums Nassau war.
Ab Mitte des 19. Jahrhunderts war Heddernheim lange Zeit ein bedeutender Standort des metallverarbeitenden Gewerbes. Die Vereinigten Deutschen Metallwerke beschäftigten zeitweise mehr als 20.000 Mitarbeiter und waren während des Zweiten Weltkrieges größter Hersteller von Verstellpropellern für die Luftwaffe des nationalsozialistischen Deutschen Reichs. Bedingt durch die Deindustrialisierung seit den 1970er Jahren spielt die Industrie keine Rolle mehr in Heddernheim. Indes entstanden große Wohngebiete wie die Nordweststadt und das Mertonviertel.

## Lage, Fläche und Bevölkerung

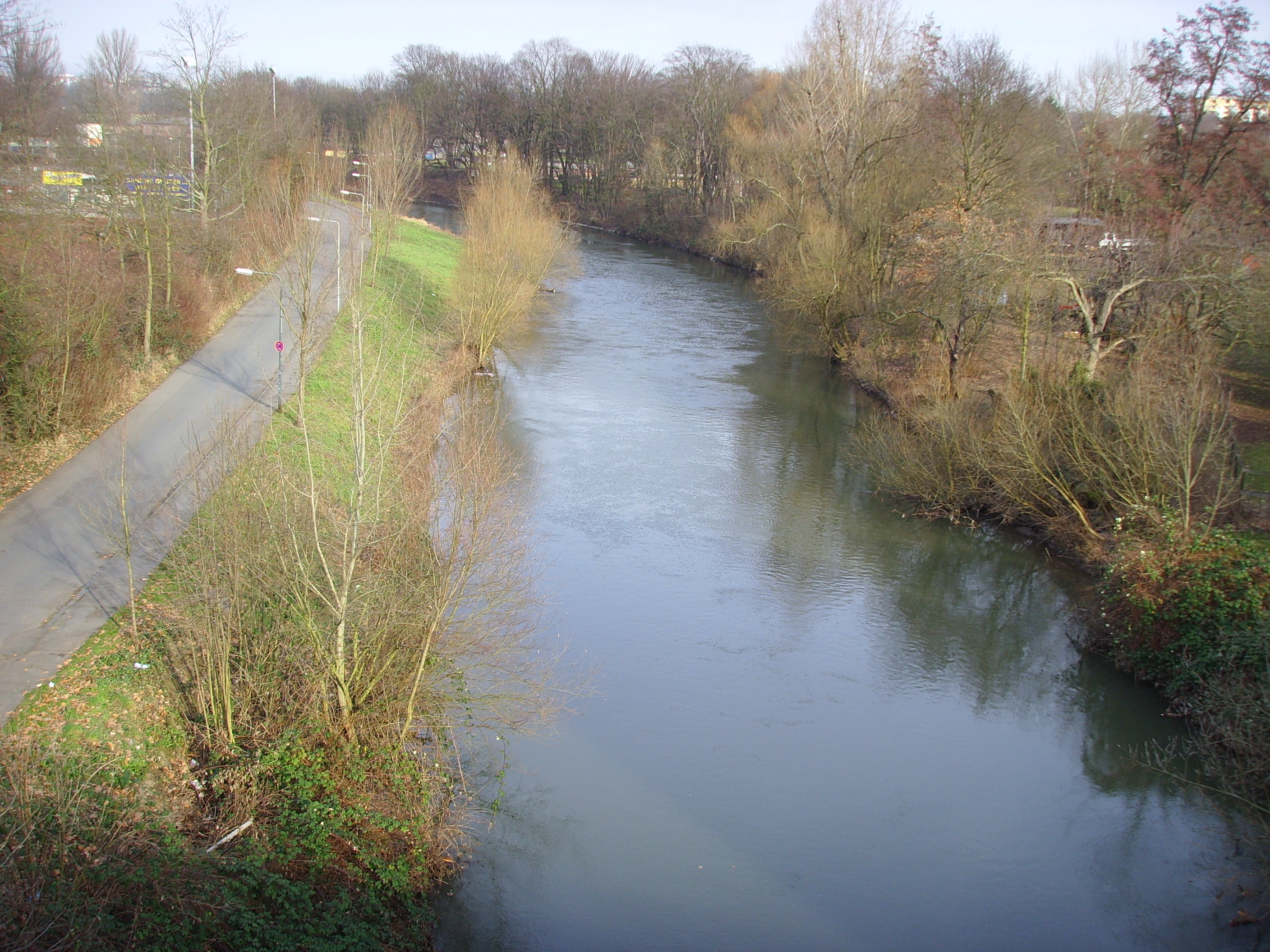
Die Nidda in Höhe Brühlwiese

Heddernheim liegt im Ortsbezirk 8 (Frankfurt-Nord-West) am rechten Ufer eines Niddabogens. Die Bebauung geht in die nördlich und westlich angrenzenden Stadtteile Niederursel und Praunheim über. Auf der gegenüberliegenden, linken Niddaseite grenzt der Stadtteil Eschersheim an. Weiter südlich befindet sich auf der linken Niddaseite der Volkspark Niddatal, der teils zum Stadtteil Ginnheim, teils zu Praunheim und Hausen gehört.
Der mit knapp 250 Hektar relativ kleine Stadtteil (ca. 1,1 Prozent der Gesamtfläche Frankfurts) verfügt über eine überdurchschnittlich hohe Bevölkerungsdichte, die sich ungefähr gleich auf die beiden Stadtbezirke aufteilt. Im östlichen, flächenmäßig kleineren Stadtbezirk befindet sich der alte Ortskern mit der ehemaligen Hauptstraße Alt-Heddernheim und der Heddernheimer Landstraße, während im westlichen Stadtbezirk die May-Siedlung Römerstadt und das Nordwestzentrum liegen.
Die Einwohnerzahl beträgt 17.459 (Stand: 31. Dezember des Vorjahres).

## Name und Ortswappen

### Erste Erwähnung
Ältere Forschungen geben an, dass Heddernheim im Jahr 801 erstmals als Phetterenheim im Codex Laureshamensis urkundlich erwähnt worden sein soll. Neuere Forschungen gehen mit hoher Wahrscheinlichkeit jedoch davon aus, dass Petterweil in der Wetterau diese Ersterwähnung für sich beanspruchen kann; daher gilt heute eine Kaufurkunde aus dem Jahr 1132 als die Ersterwähnung.
Die Endung –heim deutet auf fränkischen Ursprung; die Franken hatten das Rhein-Main-Gebiet im 6. Jahrhundert erobert. Die von den Franken gegründeten Ortschaften erhielten häufig den Namen des vom fränkischen König belehnten Grundherrn, der oftmals ein verdienter Heerführer war. So war Rödelheim das Heim des Radilo und Bommersheim das Heim des Botmar. Heddernheim könnte vom damals gebräuchlichen Namen Heim des Hetter (oder Heiter) abgeleitet sein, wofür es jedoch keine urkundlichen Belege gibt. Die Ausbreitung des Christentums von Mainz aus bis in die Wetterau hatte sich bereits im 7. und zu Beginn des 8. Jahrhunderts vollzogen; die Missionstätigkeit des Bonifatius hatte diesen Prozess im heutigen Hessen zu einem vorläufigen Abschluss gebracht.

### Ortswappen
Das Ortswappen zeigt eine Büste des römischen Kaisers Hadrian; sein silbernes Haupt ist – auf rotem Grund – mit grünem Lorbeer bekränzt.
Diese Gestaltung nimmt Bezug auf zwei frühere Ortssiegel. Heddernheim hatte ab dem 12. Jahrhundert zum Mainzer Domstift gehört, dessen Gerichtssiegel bereits eine Hadriansbüste aufwies. 1806, als Heddernheim zum Herzogtum Nassau gehörte, wurde das Herzoglich Nassauische Gerichtssigil z(u) Heddernheim eingeführt, das rechts neben einem gekrönten nassauischen Löwen eine Büste des Kaisers aufweist sowie die Inschrift HADR(IANUS).

## Heddernheim heute

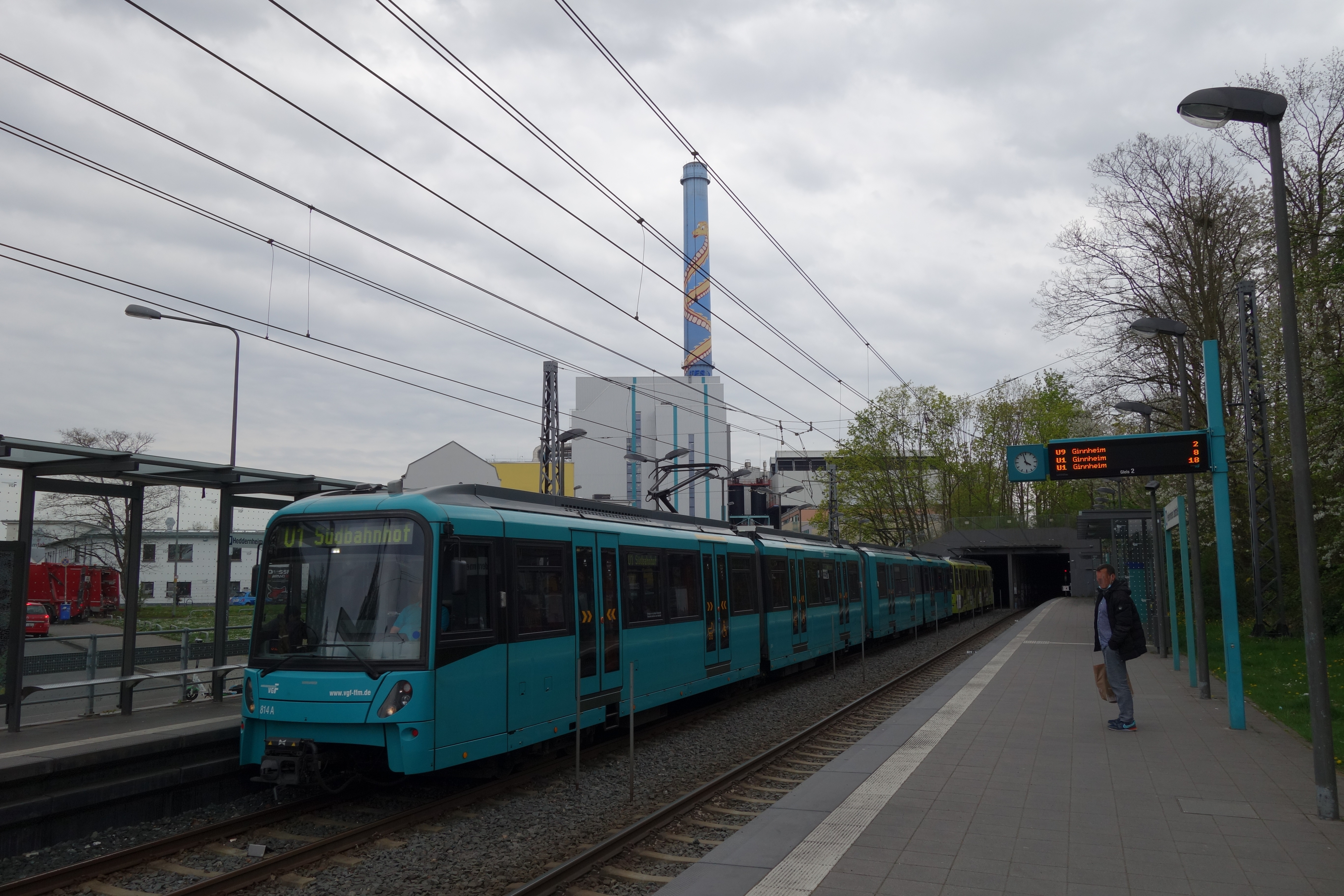
U-Bahn-Station Heddernheimer Landstraße am Tunnelportal zum Nordwestzentrum, dahinter das Müllheizkraftwerk

### Wirtschaft
Am westlichen Ortsrand von Heddernheim befindet sich ein bedeutender Einzelhandelsstandort: das 1968 eröffnete Nordwestzentrum, eines der größten Einkaufszentren Deutschlands. Der Stadtteil ist ferner Standort der Müllverbrennungsanlage Nordweststadt, einer der modernsten Anlagen Europas. Weithin sichtbar ist deren 110 Meter hoher Schornstein, der mit einem riesigen Drachenmotiv bemalt ist.
Südlich der U-Bahn-Station Sandelmühle befand sich lange Zeit ein Werk der VDO, das im Verlauf der 1990er-Jahre infolge mehrfacher Umstrukturierungen seiner Eigentümer in kleinere Einheiten zerlegt wurde. Auf einem Teil des ehemaligen VDO-Gelände betreibt heute u. a. die Diehl Stiftung ein Werk der Diehl Aerospace. Dieses Werksgelände und die ihm benachbarte Hochdeponie für Verhüttungsrückstände sind die letzten sichtbaren Erinnerungen an eine einst blühende Heddernheimer Industrielandschaft. Der Großteil des VDO-Geländes lag jahrelang brach, erst im Jahr 2021 begannen hier die Vorbereitungen für den Bau einer Wohnsiedlung.
Der wichtigste Industriezweig war rund 150 Jahre lang – bis 1982 – im Nordosten des Stadtteils die Metallverarbeitung auf dem Gelände rund um die heutige Hundertwasser-Kindertagesstätte; es hatte zuletzt den Vereinigten Deutschen Metallwerken (VDM) gehört. An diese Industriegeschichte erinnern heute noch die Straßennamen An der Sandelmühle, Kaltmühle, Kaltmühlstraße, Kupferhammer und Hessestraße. Nach Schließung der VDM und dem Abriss aller VDM-Werksanlagen erwies sich das gesamte Gelände als hochgradig mit Giftstoffen verunreinigt, vor allem mit Metallrückständen, Dioxinen und Kohlenwasserstoffen. Seit Ende der 1990er-Jahre wurde daher der gesamte Erdboden örtlich bis zu zehn Metern tief abgetragen und durch unbelastete Erde ersetzt. Das verunreinigte Erdreich wurde auf der bereits seit dem 19. Jahrhundert von den Kupferwerken genutzten Hochdeponie endgelagert, die gegen einsickerndes Regenwasser mit Lehmschichten abgedichtet wurde. Ferner wurde zeitweise das gesamte Grundwasser in diesem Gelände abgepumpt und mit Hilfe von Aktivkohlefiltern gereinigt.

### City Camp Frankfurt
Unmittelbar an der Nidda, nahe der Urselbach-Mündung, liegt der einzige Frankfurter Campingplatz, genannt City Camp Frankfurt. Auf 24.000 Quadratmetern gibt es 140 Durchgangsplätze sowie weitere Stellplätze für Dauercamper. Der Platz verfügt über Stromanschlüsse für Wohnwagen und Wohnmobile, eine Entsorgungsstation für Chemietoiletten, Hot Spot DSL-Anbindung sowie über die üblichen sanitären Einrichtungen. Er ist für Wohnwagen ganzjährig geöffnet, der Zeltplatz (ohne Stromanschluss) jedoch nur von Mitte April bis Ende September. In unmittelbarer Nachbarschaft befindet sich das Hotel und Restaurant Sandelmühle mit einer großen, zur Nidda hin gelegenen Außenterrasse.

### Öffentliche Einrichtungen

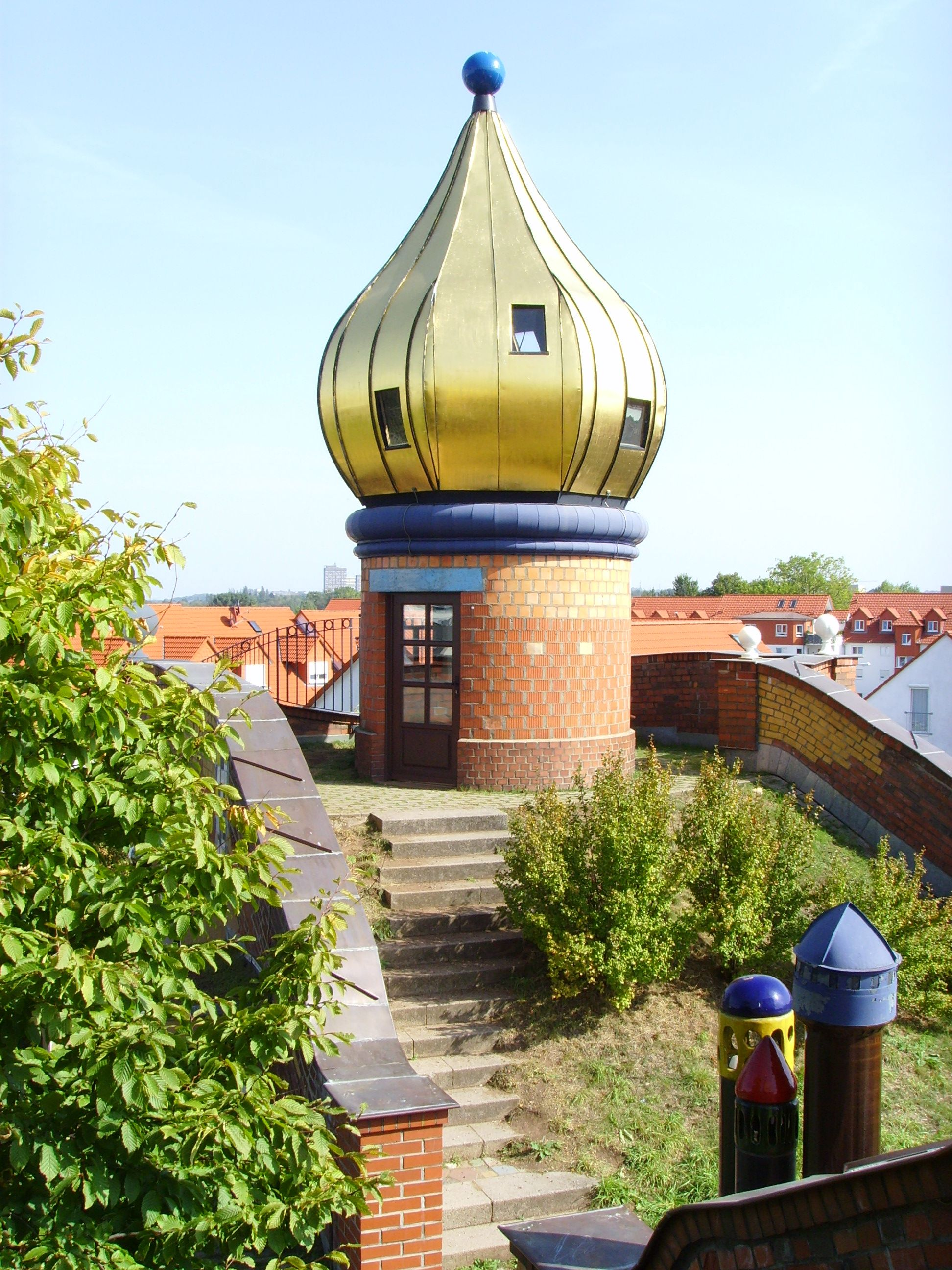
Auf dem Dachgarten der Hundertwasser-Kindertagesstätte

Zu den öffentlichen Einrichtungen auf der Gemarkung gehören das Bürgeramt und die Stadtteilbücherei sowie die Titus-Thermen, ein Schwimmbad mit großem Saunabereich im Nordwestzentrum.

#### Kindertagesstätten
Die beiden ältesten Kindertagesstätten sind die aneinandergrenzenden Einrichtungen der katholischen Gemeinde St. Peter und Paul in der Heddernheimer Landstraße 47 und der evangelischen Thomasgemeinde (seit 2020 Teil der Kirchengemeinde Frankfurt am Main Nordwest) in der Heddernheimer Kirchstraße 5b. Überregional bekannt geworden ist wegen ihres eigenwilligen Baustils die Hundertwasser-Kindertagesstätte Kupferhammer 93 unweit des Urselbachs, in deren unmittelbarer Nachbarschaft die Ökumenische Kindertageseinrichtung Kaleidoskop in einem nüchternen Zweckbau An den Mühlwegen 50 eingerichtet wurde. Im historischen Ortskern befinden sich in der Oranienstraße ein Kindergarten der Caritas und die städtische KiTa 129 Oranienstrolche sowie, zugänglich von der Straße Alt Heddernheim, die städtische KiTa 33, der Hort.
In den Räumen eines ehemaligen Fischgeschäfts siedelt an der Ecke Alt Heddernheim/Heddernheimer Landstraße seit 1991 der Heddernheimer Haifischladen, dessen Träger, der Sozialpädagogische Verein zur familienergänzenden Erziehung e. V., auch den Kinderladen Hoppetosse in der Severusstraße 77, die Krabbelstube Kichererbsen in der Nassauer Straße 20, den Schülerladen Das Fliegende Klassenzimmer in der Heddernheimer Landstraße 41 und den Schülerladen Dinos Freunde in der Heddernheimer Kirchstraße 23 unterhält. In der Römerstadt 117 befindet sich die städtische KiTa 37 Wilde Römer.

#### Schulen

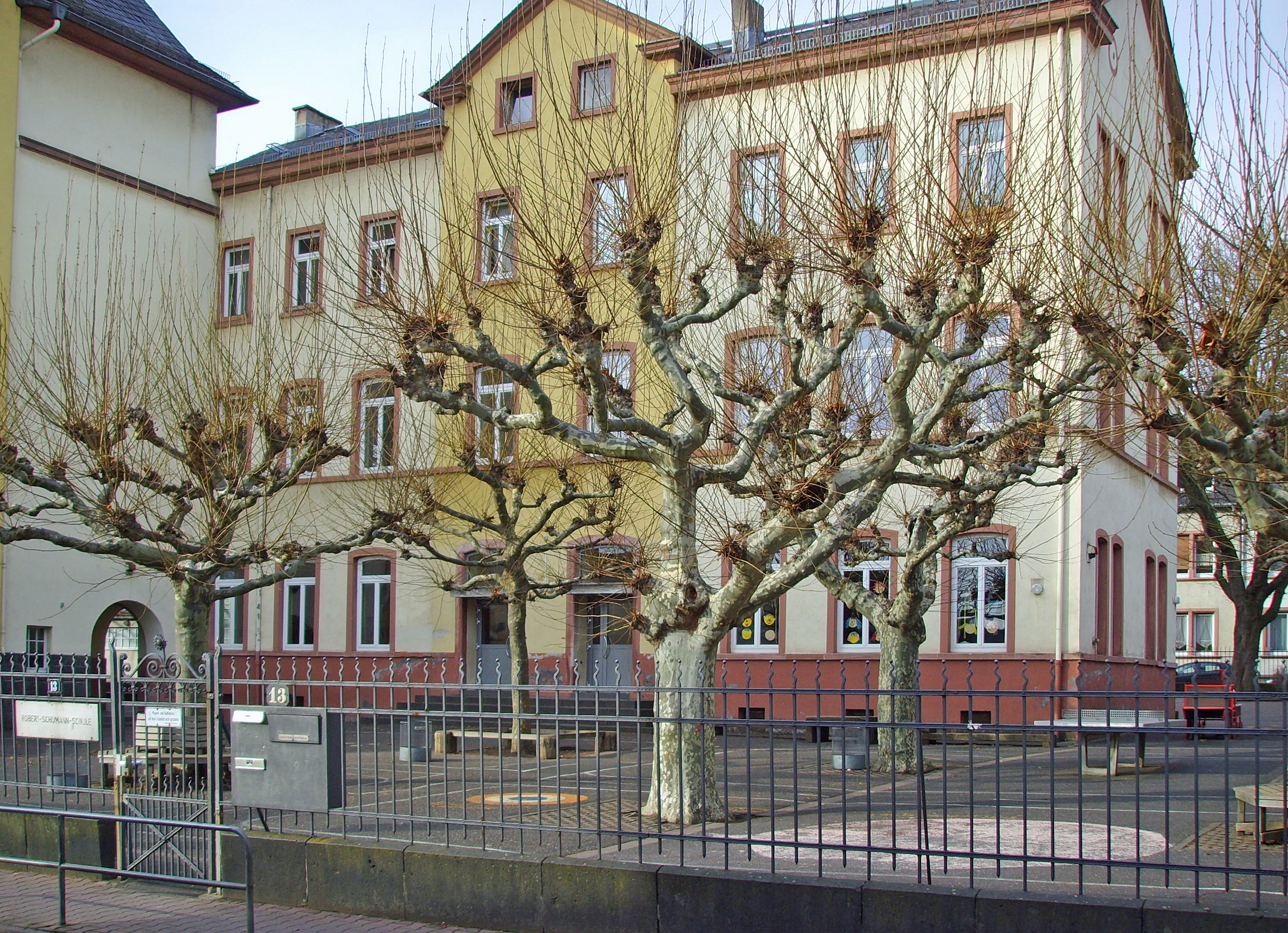
Robert Schumann Schule, Erweiterungsbau von 1898/99

- Die Robert-Schumann-Schule in der Heddernheimer Kirchstraße 13 ist eine Grundschule mit Vorklasse, zuvor war sie Grund- und Hauptschule.[6] Sie hieß zunächst Heddernheimer Volksschule, seit dem 15. August 1961 ist sie nach dem Musiker Robert Schumann benannt.[7] Das Schulgebäude wurde 1880 mit zunächst vier Klassenräumen und zwei Lehrerwohnungen errichtet. Der Erweiterungsbau von 1898/99 wurde bereits 1904/05 aufgestockt.[8] 1913/14 war im Gebäude auch die erste Eingangsklasse der Ziehenschule untergebracht. 1945 wurde die Schule von zwei Bomben getroffen, wodurch Klassenräume beschädigt wurden und der Dachstuhl des Erweiterungsbaus verbrannte. Bereits Ende 1945 konnte der Unterrichtsbetrieb wieder aufgenommen werden.
- Die Römerstadtschule, eine Grundschule mit Vorklasse, besitzt seit 1969 ihr Gelände In der Römerstadt 120 E. Hervorgegangen ist sie aus den Eingangsklassen der 1929 eingeweihten Volksschule an der unteren Hadrianstraße (heute: Geschwister-Scholl-Schule). Zwischen 1939 und 1960 besaß die Römerstadtschule kein eigenes Gebäude und war der Heddernheimer Volksschule angegliedert. Danach bis 1969 war sie erneut im Erdgeschoss des Schulgebäudes der Geschwister-Scholl-Schule untergebracht.
- Das Gebäude der Geschwister-Scholl-Schule, einer Realschule in der Hadrianstraße 18, wurde am 16. August 1929 mit der Bezeichnung Volksschule in der Römerstadt oder kurz Römerstadtschule eingeweiht. Ab 1945, als nach dem Zweiten Weltkrieg große Teile der Siedlung Römerstadt von der US-Armee beschlagnahmt waren, wurde das Gebäude zunächst als Arbeiterwohnheim genutzt (bis 1951), auf dem Schulhof zwischen Luftschutzbunker und Schule befand sich ein Kino der US-Armee. Am 19. April 1955 wurde das Gebäude in Römerstadt-Mittelschule umbenannt, es war allerdings noch immer nicht für die Schüler freigegeben, deren Unterricht übergangsweise in der Fürstenberger Schule stattfand. Erst ab September 1955 wurde der Lehrbetrieb in der Hadrianstraße wieder aufgenommen und am 1. Januar 1964 erfolgte die neuerliche Umbenennung nach den Geschwistern Scholl.[9] In den Jahren 1992 und 1993 entstand zwischen dem Altbau und der Nidda-Aue ein Erweiterungsbau, der 1994 eröffnet wurde.

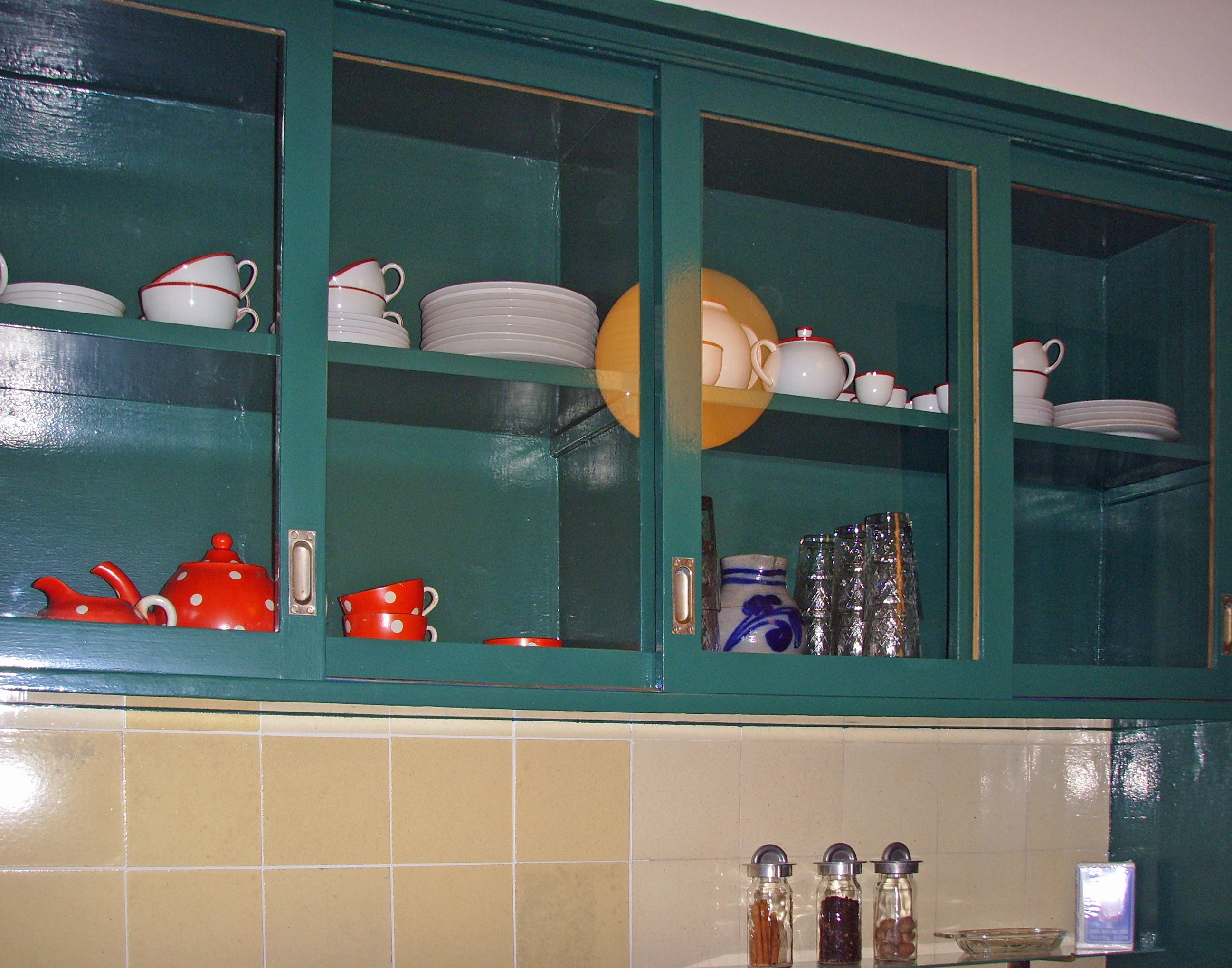
Originale Hängeschränke einer Frankfurter Küche – der Mutter aller Einbauküchen

#### Museen
- Ernst-May-Haus

In einem zweistöckigen Reihenhaus in der Straße Im Burgfeld 136 entsteht derzeit (2012) das Dokumentations- und Veranstaltungszentrum Ernst May-Haus der Ernst-May-Gesellschaft. Nach der denkmalgerechten Restaurierung, Ausstattung mit Originalmöbeln der 1920er Jahre und der Rekonstruktion des Gartens sollen Architekturinteressierte sich hier über das Werk Ernst Mays informieren können. Einzigartig ist, dass im originalen Raum eine Frankfurter Küche in ihrer ursprünglichen Anordnung erhalten geblieben ist. Das Gebäude ist bereits seit Februar 2008 in unregelmäßigen Abständen für Besucher geöffnet.
- Heimatmuseum

Im Heddernheimer Neuen Schloss (Alt Heddernheim 30) entstand ab 2012 in zwei ehemaligen Wohnungen ein Heimatmuseum, in dem auch Fundstücke aus der Römerzeit ausgestellt werden.

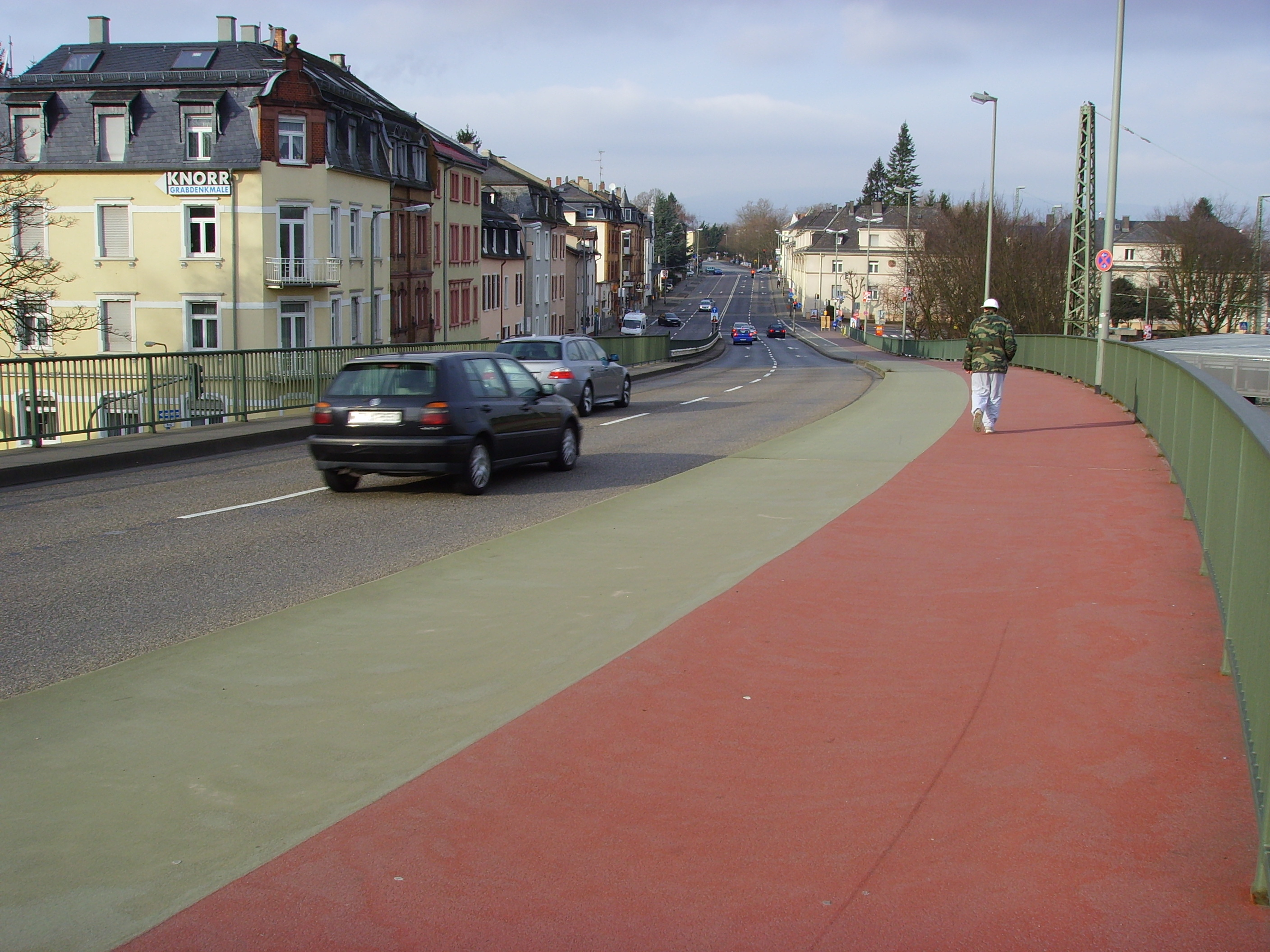
Seit 1972 vierspurig: Maybachbrücke und Dillenburger Straße

### Verkehr

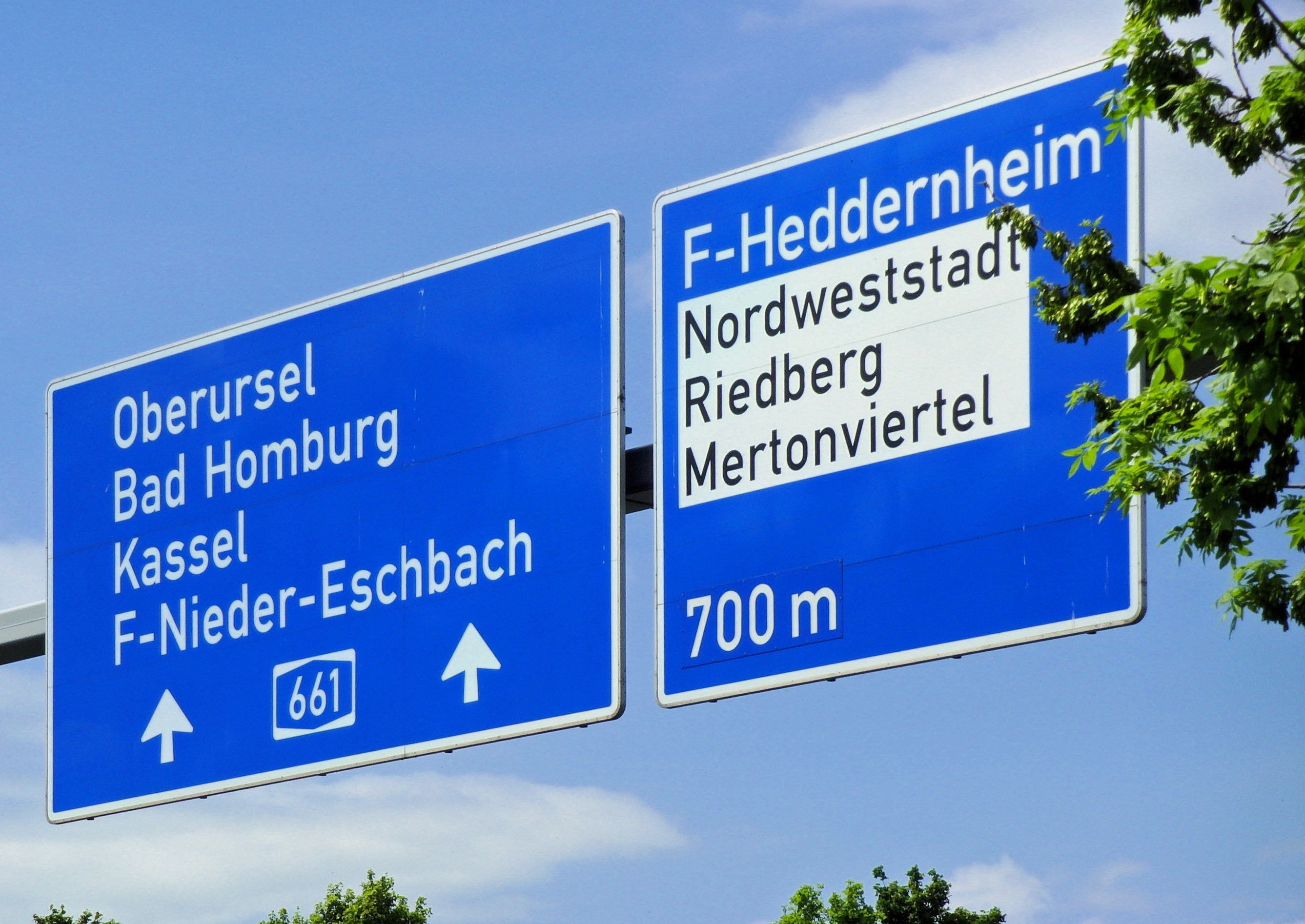
Hinweistafel über der A 661

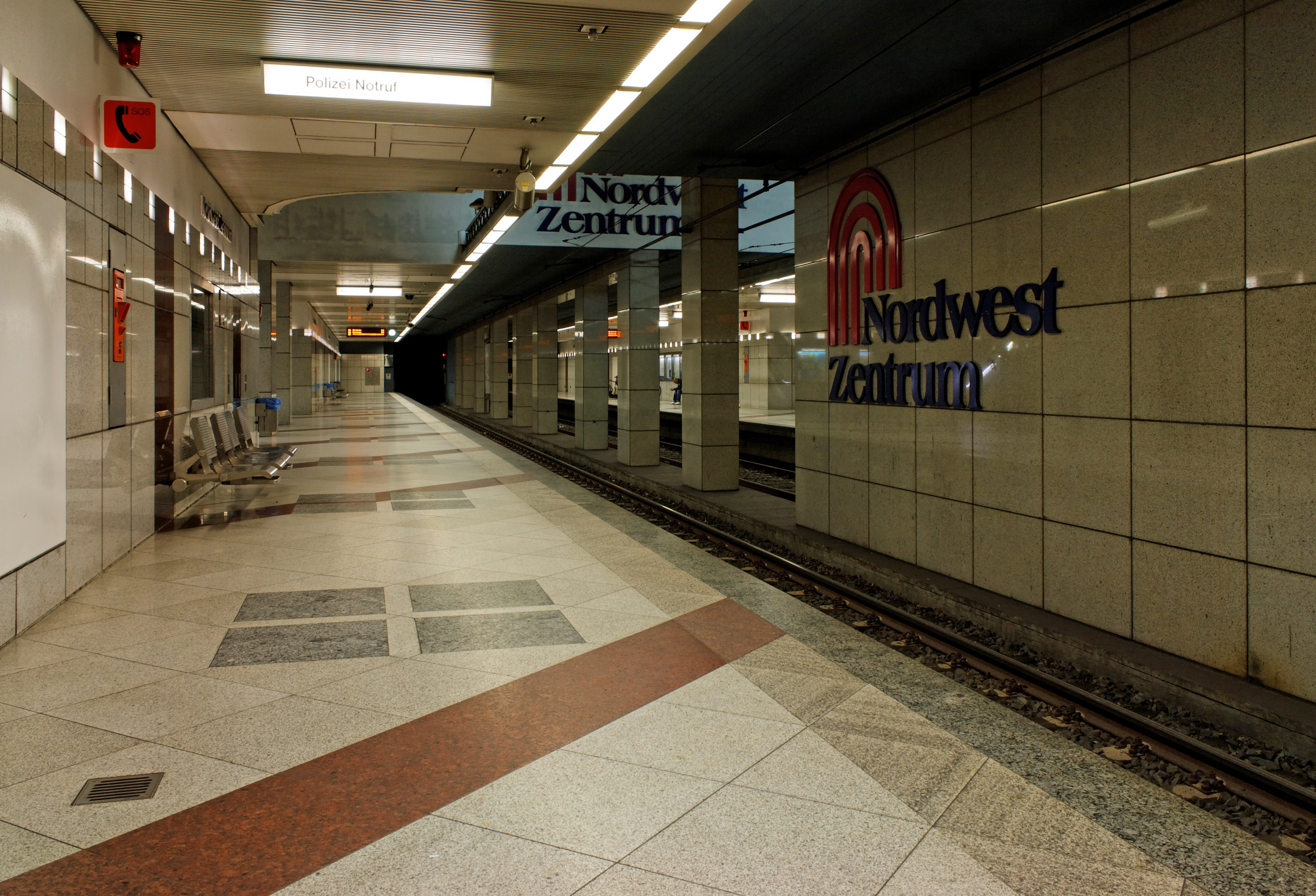
U-Bahn-Station Nordwestzentrum

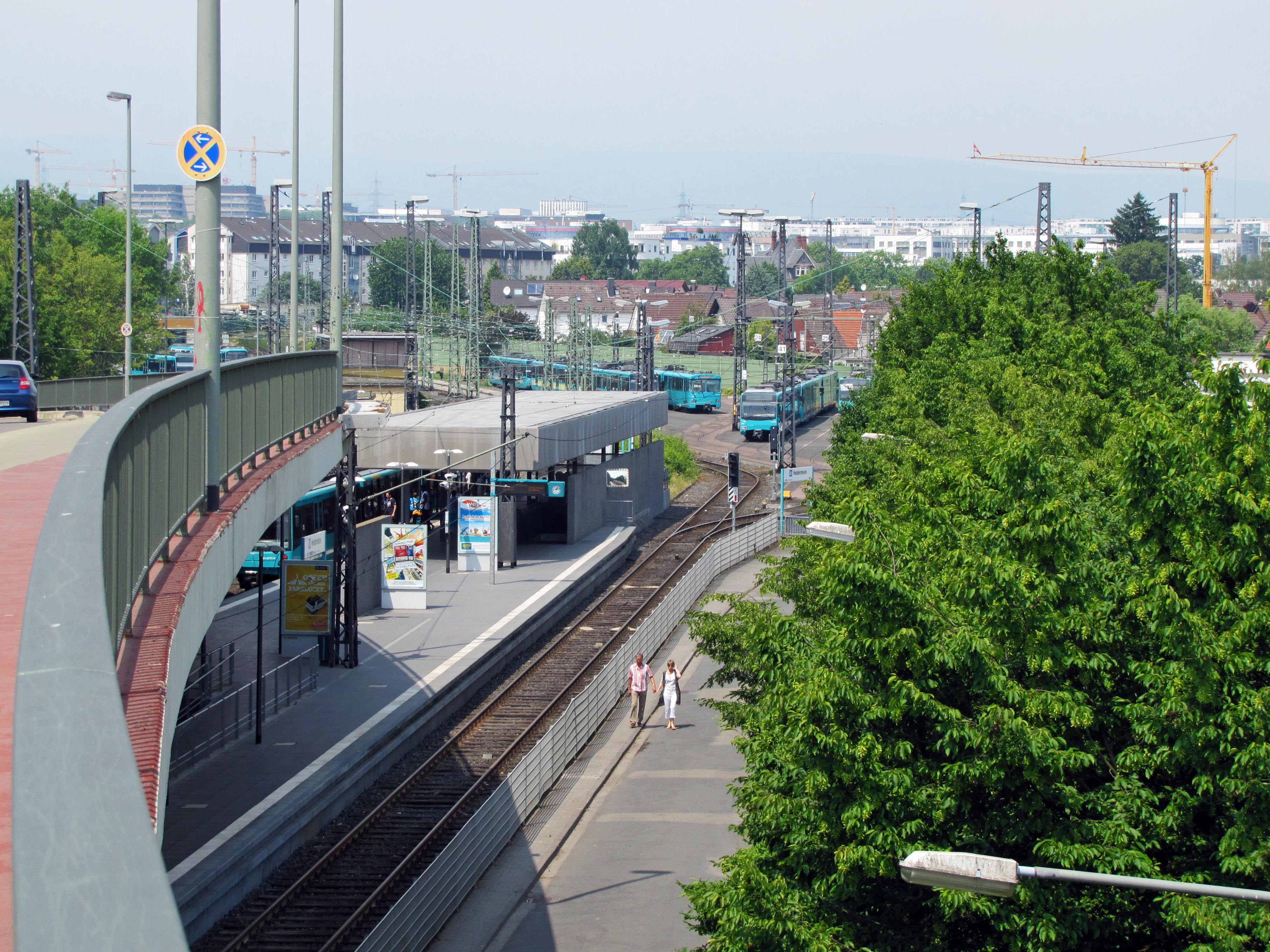
U-Bahn-Station Heddernheim mit Betriebshof

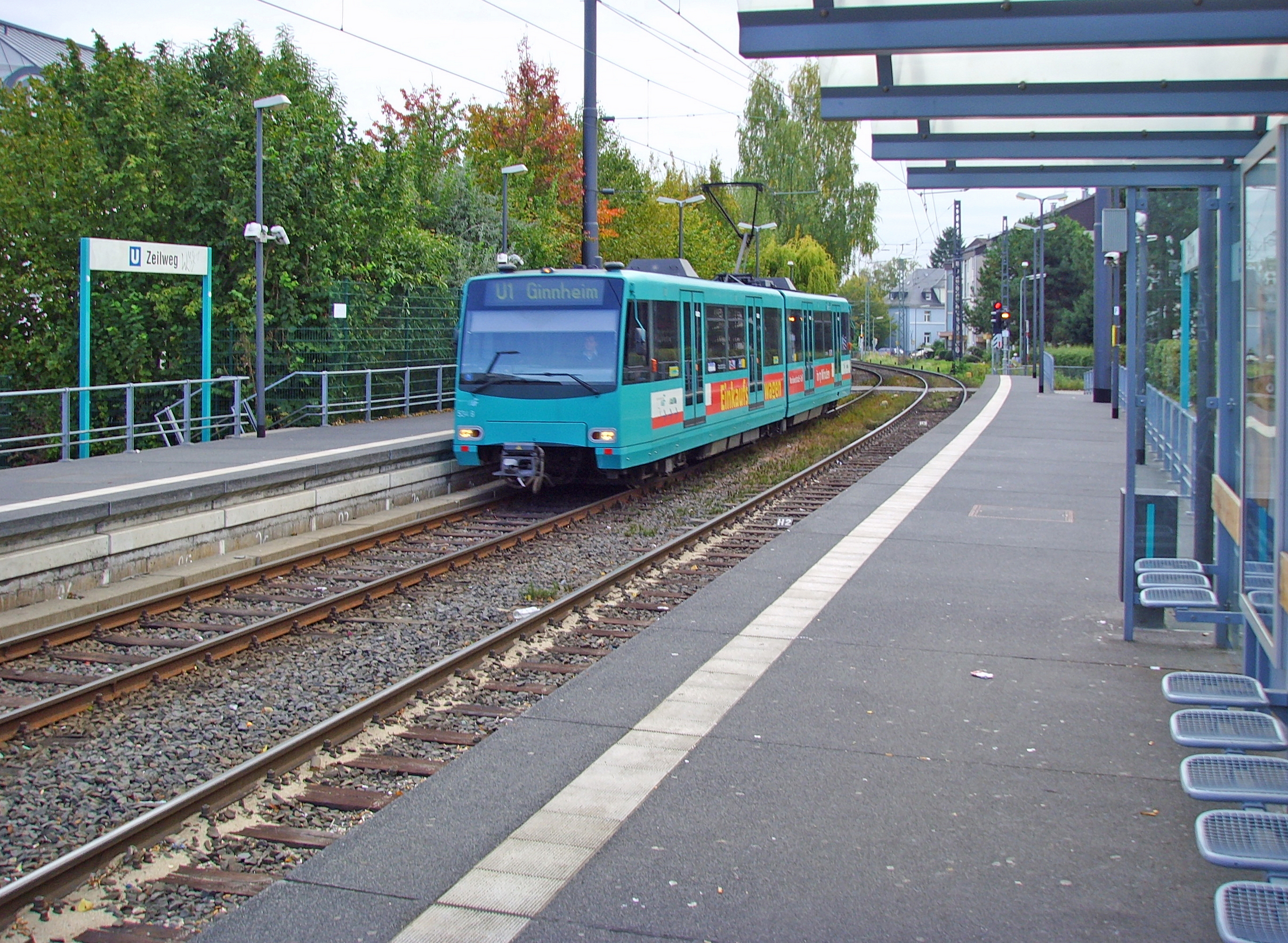
U-Bahn-Station Zeilweg

Die ehemaligen Hauptstraßen des Stadtteils, Alt-Heddernheim und Heddernheimer Landstraße, verloren nach dem Zweiten Weltkrieg an Bedeutung und wurden durch Umgehungsstraßen ersetzt. Als größtes Projekt ist der Bau der autobahnähnlichen Rosa-Luxemburg-Straße im Westen des Stadtteils zu nennen. Ein weiterer vierspuriger Straßenzug entstand als Durchgangsstraße nach dem Neubau der Maybachbrücke (1972) als Ergänzung zur alten Heddernheimer Niddabrücke, der gleichzeitigen Verbreiterung der Dillenburger Straße und ihrer Verlängerung bis zur Rosa-Luxemburg-Straße. Durch eine Querspange unterhalb des Riedbergs wurde die Rosa-Luxemburg-Straße über die Anschlussstelle Frankfurt-Heddernheim mit der Bundesautobahn 661 verbunden.
Abgesehen von den wenigen Straßenzügen mit stadtteilverbindender Funktion (Dillenburger Straße und Hessestraße im Nordosten, Titusstraße im Norden, Konstantinstraße im Westen) sind fast alle Straßen Einbahnstraßen. Deswegen sind Ziele im Ortskern für Autofahrer ohne Navigationshilfe schwierig anzusteuern. Durch Ampelschaltungen im Bereich In der Römerstadt/Ernst-Kahn-Straße sowie durch Tempo-30-Zonen unter anderem in der Heddernheimer Kirchstraße, der Hessestraße und der Antoninusstraße wird versucht, den Durchgangsverkehr von Westen und Osten auf die vierspurigen Hochleistungsstraßen zu verlegen. Durch diese Maßnahmen sind die Wohngebiete des Stadtteils, abgesehen vom Ziel- und Quellverkehr, weitgehend verkehrsberuhigt.
Heddernheim ist gut an das städtische U-Bahn- und Omnibusnetz angebunden. Trotz seiner geringen Fläche hat der Stadtteil sechs U-Bahn-Stationen (Heddernheim, Zeilweg, Sandelmühle, Heddernheimer Landstraße, Nordwestzentrum und Römerstadt). Dies hat seinen Ursprung in der früheren Bedeutung des Stadtteils als Knotenpunkt zweier Kleinbahnstrecken nach Bad Homburg und Oberursel-Hohemark, die von der Frankfurter Lokalbahn gebaut und ab Mai 1910 mit Überlandstraßenbahnen und Güterzügen befahren wurden. Als die städtischen Straßenbahnen diese Strecken übernommen hatten, wurden sie ab 1955 als Taunusbahnen der Stadt Frankfurt bezeichnet. Der Güterverkehr endete 1982 mit der Stilllegung des Heddernheimer Kupferwerks. Durch den U-Bahn-Bau in den 1960er Jahren entstand ein dritter Streckenast, der mit Tunnel- und Hochbahnabschnitten vollständig nach U-Bahn-Kriterien ausgebaut wurde, um die benachbarte Nordweststadt anzubinden.
Die drei Streckenäste der U1, U2 und U3 sind seit Dezember 2010 durch eine Neubaustrecke parallel zum Niederurseler Hang miteinander verknüpft, auf der die U9 Ginnheim, das Nordwestzentrum und Niederursel auf direktem Wege mit der Siedlung Riedberg und Bonames verbindet. Vom Riedberg aus fährt seitdem die U8 über Niederursel und Heddernheim zum Südbahnhof. Langfristig geplant ist die nordöstliche Endstation der Regionaltangente West am Nordwestzentrum.
Weiterhin gibt es fünf Stadtbuslinien (29 nach Nieder-Erlenbach, M60 und M72 nach Rödelheim, M73 zum Westbahnhof und 71 innerhalb der Nordweststadt) und eine Regionalbuslinie (251 nach Kronberg im Taunus), die von den U-Bahn-Stationen Nordwestzentrum und Heddernheim verkehren. Die seit 11. März 1940 mit der Nummer 60 bezeichnete Buslinie Heddernheim-Praunheim lag während des Kriegswinters 1942/43 still, wurde ab 15. Februar 1943 wieder befahren und ab 6. Januar 1944 bis 8. Januar 1945 mit Oberleitungsbussen betrieben. Nach dem Krieg begann sie als Omnibuslinie am 1. September 1948; O-Busse waren vom 1. November 1948 bis 4. Oktober 1959 im Einsatz.
Für Besucher des Frankfurter Nachtlebens fährt ein Nachtbus (Linie N3 ab Konstablerwache) über Heddernheim in den neuen Stadtteil Riedberg und zurück.

## Geschichte

### Vorgeschichte
Der Begründer der Heddernheimer Lokalforschung, Georg Wolff, nach dem eine kleine Straße in Heddernheim benannt ist, hat neben seinen Studien zur römischen Geschichte auch die vorgeschichtliche Zeit erforscht. Zahlreiche Werkzeugfunde aus der jüngeren Steinzeit (Neolithikum) belegen, dass die Siedlungsgeschichte von Heddernheim mindestens bis in die Zeit vor 4000 bis 6000 Jahren zurück reicht. Auf dem fruchtbaren Lössboden des Niddahanges, der während der Eiszeiten von Norden über den Taunuskamm hinweg angeweht worden war, bebaute eine einheitliche Bevölkerung die Ackerfluren. Fundstücke aus dieser Bandkeramischen Kultur werden noch immer nach dem Pflügen der Felder entdeckt. In der Gemarkung Praunheim, in der Nähe des heutigen Nordwest-Krankenhauses, wurde vor dem Zweiten Weltkrieg ein großes neolithisches Dorf ausgegraben, das mindestens 500 Meter lang und 200 Meter breit war. Bei Bauarbeiten am Wenzelweg 8 wurde 1993 erstmals eine Besiedelung während der Latènezeit nachgewiesen, 1995 wurden In den Wingerten 4 einige Scherben aus der Hallstattzeit geborgen.

### Römerzeit

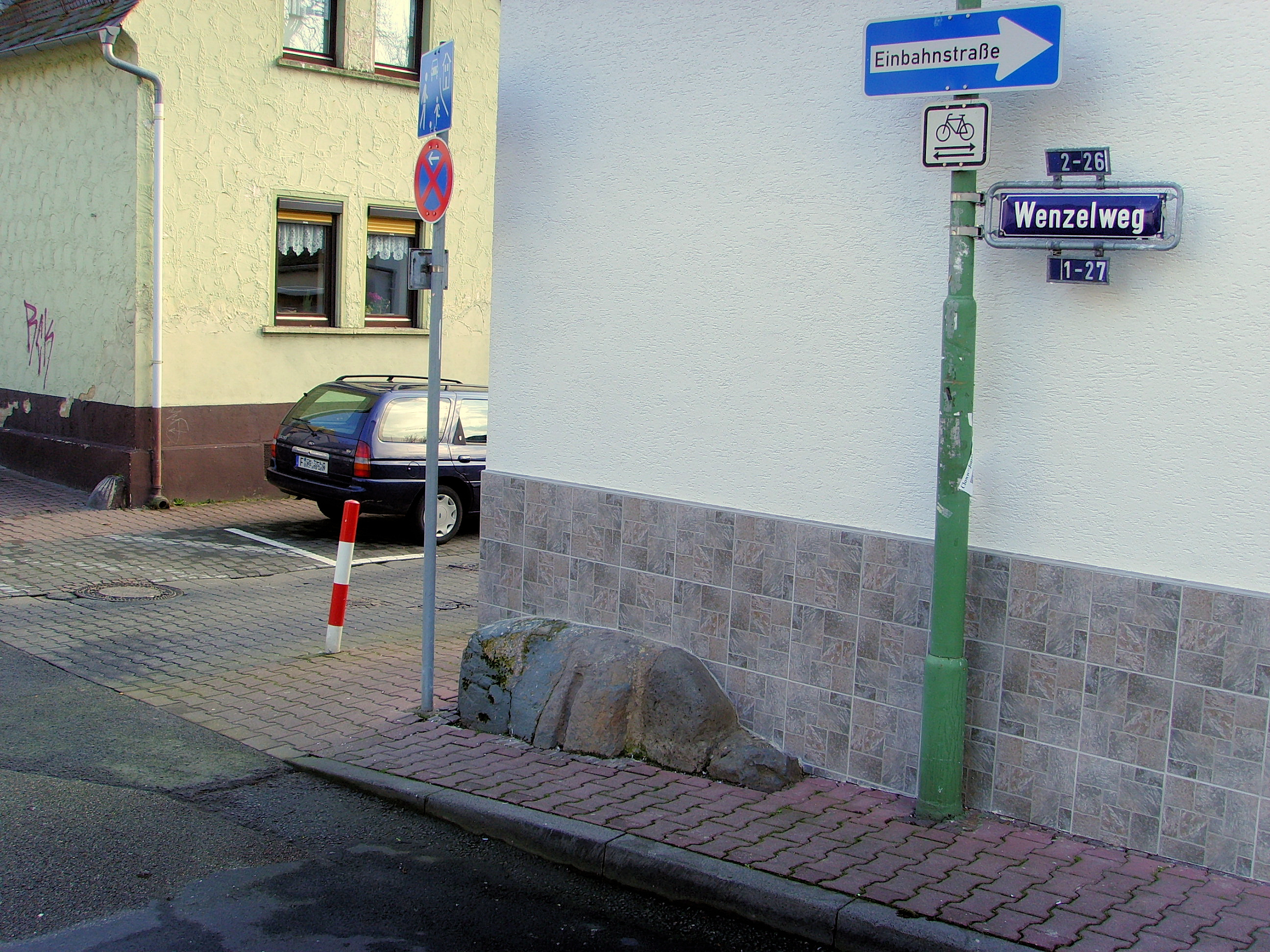
Eckhaus Wenzelweg/In der Römerstadt mit römischer Türschwelle

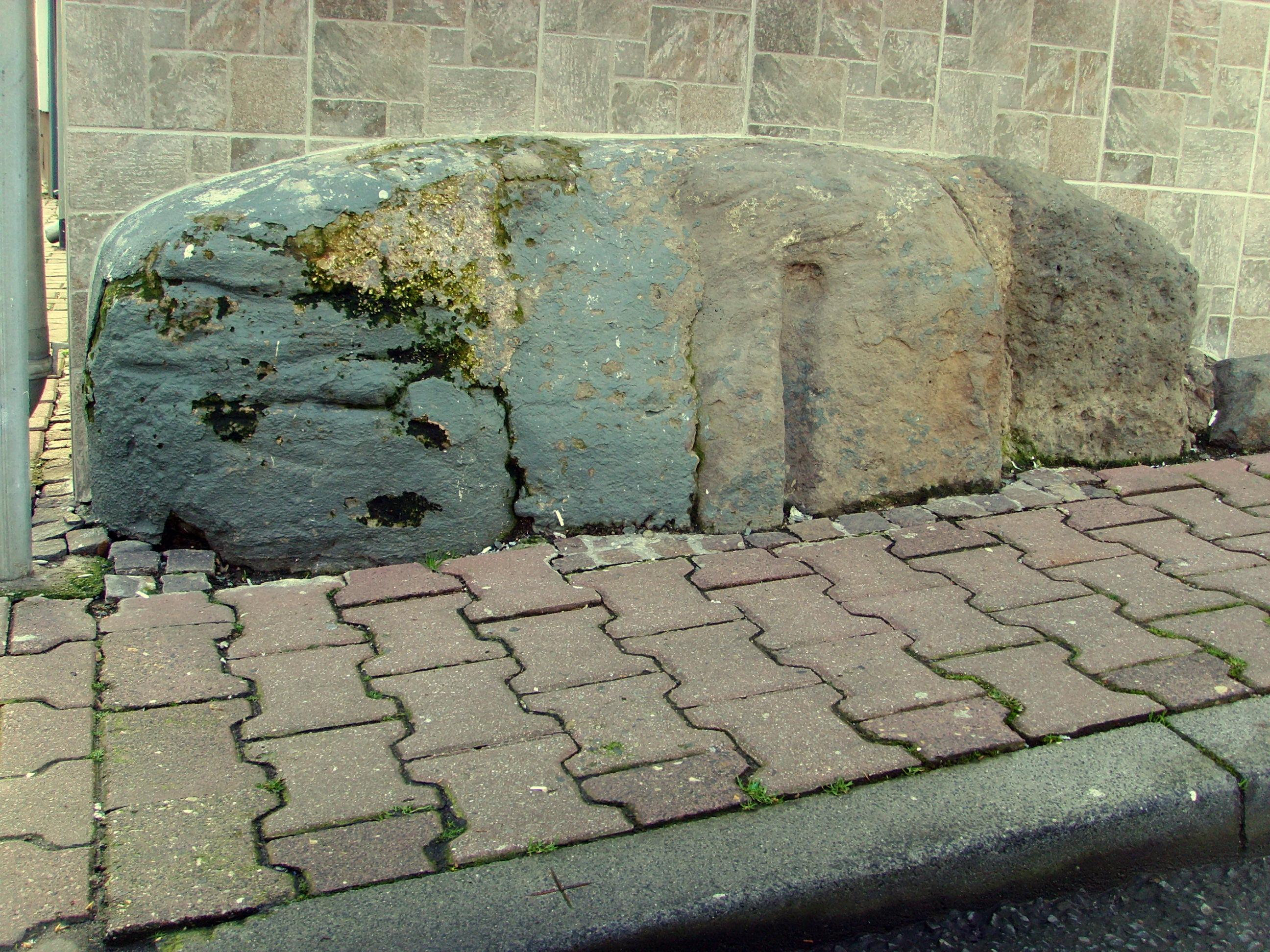
Römische Türschwelle

Auch in römischer Zeit war das Gebiet von Heddernheim wegen seiner Nähe zur Nidda und der verkehrsgünstigen Lage zwischen Mainz und der Wetterau besiedelt. Archäologisch nachgewiesen sind unter anderem mindestens zehn meist nur kurzzeitig genutzte Militärlager aus der Zeit um das Jahr 75. Kurz darauf, ebenfalls in der Zeit der Regierung von Kaiser Vespasian (69–79), errichtete eine Reitereinheit ein Kastell, vor dessen Befestigungen bald auch ein ausgedehntes Lagerdorf entstand.
Angelehnt an den Flussnamen erhielt der neue Standort von Auxiliartruppen den Namen Nida. Der Ort wuchs zu einer zivilen Siedlung (Munizipalstadt) heran und wurde nach dem Abzug der Truppen an den Limes um 110 n. Chr. Hauptort der Civitas Taunensium. Der Straßenzug In der Römerstadt/Heerstraße folgt noch im Wesentlichen dem Verlauf einer gepflasterten, schnurgeraden Militärstraße aus römischer Zeit, die von Mainz zum Westtor des Kastells führte. In Höhe der Häuser In der Römerstadt 145 bis 165 sind, nur wenige Meter vom Gehsteig entfernt, Pflastersteine und Keller aus dieser Epoche erhalten geblieben.
Die römische Epoche dauerte bis um 260, als die Römer von den Germanen (Alamannen) verdrängt wurden. Die Mauern der Ruinen aus römischer Zeit waren noch im 15. Jahrhundert weithin sichtbar, danach wurden sie in Heddernheim und Praunheim als Baumaterial wiederverwendet. Das Gelände der ehemaligen Römersiedlung blieb mit Ausnahme der Nesselbuschstraße bis zum Bau der Römerstadt weitgehend unbesiedelt. Die Bezeichnung der Straße Im Heidenfeld galt früher für das gesamte agrarwirtschaftlich genutzte Gebiet.

### Mittelalter
Die erste urkundliche Erwähnung des Ortes erfolgte mit hoher Wahrscheinlichkeit im 12. Jahrhundert: 1132 kaufte Erzbischof Adalbert von Mainz von den Freien Gottfried vom Bruch und seinem Schwiegersohn die Investitur der Kirche in Praunheim mit den zugehörigen Zehnten von „Hetdernheim, Urselo, Husun“ (Heddernheim, Niederursel und Hausen); kirchlich und steuerrechtlich gehörte Heddernheim damals also zu Praunheim. Rechte und Besitz schenkte der Erzbischof dem Mainzer Domkapitel, das damit zugleich die Gerichtsbarkeit über Heddernheim erwarb. Später kam der Ortsname auch in den Schreibungen Heidernheim, Hödernheim, Hedernem, Hettersheim, Hetternheim vor. Um 1600 stabilisierte sich die Schreibung Heddernheim, beziehungsweise Hedernheim.
Mit den 1132 erworbenen Rechten belehnte das Mainzer Domkapitel die Herren von Praunheim, ein im 12. und 13. Jahrhundert einflussreiches Rittergeschlecht, die als Reichsministeriale an der Spitze der Frankfurter Königspfalz standen und zu den ersten urkundlich fassbaren Frankfurter Reichsschultheißen gehörten. Einer von ihnen, Ritter Wolfram, wurde 1189 erstmals urkundlich erwähnt; er war Vorsitzender des Gerichts. Stammsitz der Herren von Praunheim war die Klettenburg in Praunheim. Viele Mitglieder dieser Familie gehörten dem Mainzer Domkapitel an oder waren Geistliche an den übrigen Mainzer Kirchen. Die Erben der Herren von Praunheim blieben bis zur Aufhebung der geistlichen Güter zu Anfang des 19. Jahrhunderts im Besitz des Lehens Heddernheim.

### Frühe Neuzeit
Aus einer Urkunde des Jahres 1278 geht hervor, dass Heddernheim zur Grafschaft Eppstein gehörte: Der Eigentümer des Dorfes war also der Dompropst zu Mainz, der das Dorf als Lehen vergeben hatte; Landesherren waren die Grafen von Eppstein, die im 13. Jahrhundert auch mehrere Mainzer Erzbischöfe stellten. Diese Doppelherrschaft führte dazu, wie aus einer Urkunde des Jahres 1508 hervorgeht, dass es in Heddernheim neben dem Dorfgericht der Herren von Praunheim das Vogteigericht der Eppsteiner Vögte gab. Eine Folge der Zugehörigkeit zu den Grafen von Eppstein war, dass in Heddernheim und den ebenfalls zu Eppstein gehörigen Nachbarorten Weißkirchen und Oberursel in der ersten Hälfte des 16. Jahrhunderts die Reformation im Sinne Martin Luthers eingeführt wurde. Praunheim, mit dem Heddernheim aufgrund des Lehens der Herren von Praunheim eng verbunden war, besaß in dieser Zeit zwei Landesherren: die Grafen von Solms und die Grafen von Hanau: Graf Friedrich Magnus von Solms führte 1544 in Praunheim die Reformation ein.

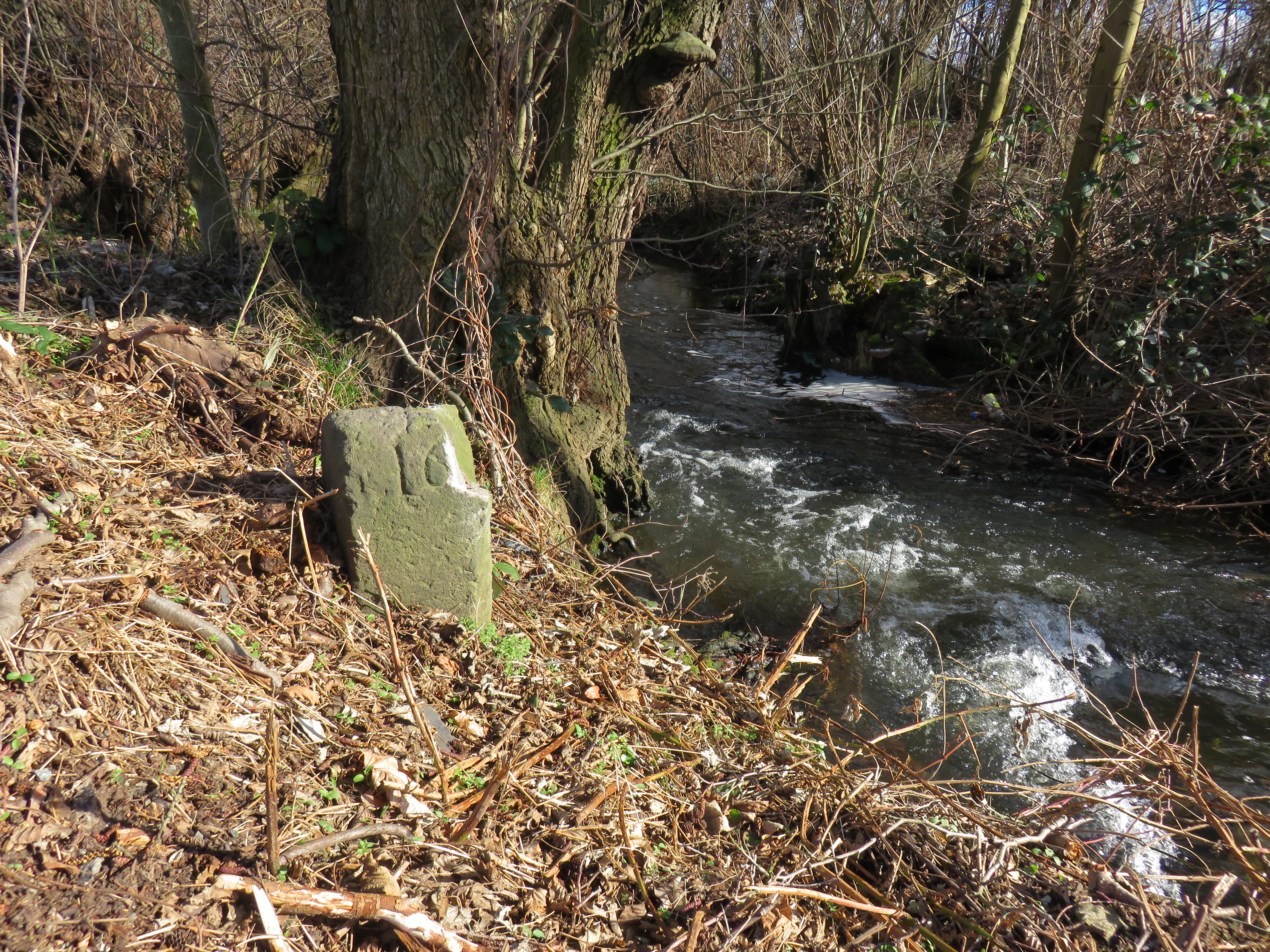
Historischer Grenzstein am Urselbach (rechts Heddernhein, links Niederursel)

Mitte des 16. Jahrhunderts starb das Haus Eppstein aus, wodurch die Grafschaft 1581 an das katholische Erzstift Mainz fiel. Der Mainzer Erzbischof versuchte in den folgenden Jahren, in seinen neu erworbenen Besitztümern wieder den katholischen Ritus einzuführen, was ihm im ersten Jahrzehnt des 17. Jahrhunderts in Weißkirchen und Oberursel auch gelang. Auch alle anderen Orte der Grafschaft Eppstein wurden im Zuge der Gegenreformation wieder zum katholischen Bekenntnis gezwungen, mit einer Ausnahme: Heddernheim. Das ist verwunderlich, weil nicht nur der Mainzer Landesherr katholisch war, sondern auch die Herren von Riedt, denen die Lehnsrechte 1618 zugefallen waren. „Der Grund ist nicht bekannt, wird aber mit der alten Abhängigkeit von der Praunheimer Mutterkirche zusammenhängen.“ Offenbar akzeptierte die lokale katholische Obrigkeit, dass Heddernheim, das zwar seit 1512 über eine kleine Kapelle, aber über keine eigenständige Pfarrei verfügte und dessen Kinder im lutherischen Praunheim religiös unterwiesen wurden, kirchlich zu Praunheim und damit zum lutherischen Bekenntnis gehörte.
Die steinerne Kapelle war St. Michael gewidmet und stand im Bereich der heutigen öffentlichen Parkanlage zwischen der Straße Alt Heddernheim und der Nidda. Um die Michaeliskapelle befand sich der Kirchhof für die Katholiken Heddernheims; die Herren von Praunheim wurden in der Kapelle bestattet, die Lutheraner in Praunheim. Noch für 1721 ist durch eine Zeugenaussage bekannt, dass der Kirchhof tatsächlich ein Totenacker war: Ein Junker von Merlau hatte seinerzeit die Kirchhofstür nach den Niedwiesen zumauern lassen, weil Schweine durch diese Tür in den Kirchhof eingedrungen seien und die Gebeine der Toten ausgegraben hätten.
Die Toleranz der Lehnsnehmer gegenüber den Lutheranern dürfte aber zugleich ein Ausdruck des Widerstands gegen den Landesherrn gewesen sein, der auf vielen Gebieten die althergebrachten Rechte der Lehnsnehmer an sich zu ziehen versuchte. Schon die Herren von Praunheim hatten nach der Einführung der Reformation in direkter Konfrontation zum Landesherrn (seit 1581 der katholische Erzbischof von Mainz) Glaubensflüchtlinge aus Frankreich aufgenommen, in Heddernheim angesiedelt und ihnen die Michaeliskapelle zur Verfügung gestellt. Auch Juden wurde in Heddernheim Schutz gewährt: Vom hohen Erzstift aus Vilbel vertriebene Juden und allerlei Gesindel ohne richtige Papiere habe Philipp Wolf von Praunheim († 1618) indifferente aufgenommen, beschwerte sich der Mainzer Landesherr. Zugleich forderte er, künftig nur Untertanen katholischer Religion, mit ehrlichem Namen und aufrichtigem Handel und Wandel nunmehro anzunehmen, was Philipp Wolf jedoch ignorierte und sich im Gegenteil weigerte, den Neuaufgenommenen den Huldigungseid auf den Landesherrn abzuverlangen. Dokumente über das Leben der Juden in Heddernheim vor dem 18. Jahrhundert sind nicht bekannt; überliefert ist allein, dass 1546 Chajim ben David Schwarz in Heddernheim eine Druckerei für religiöse Schriften betrieben hat, möglicherweise eine Wanderdruckerei, die bald schon weiter zog.

### 17. Jahrhundert

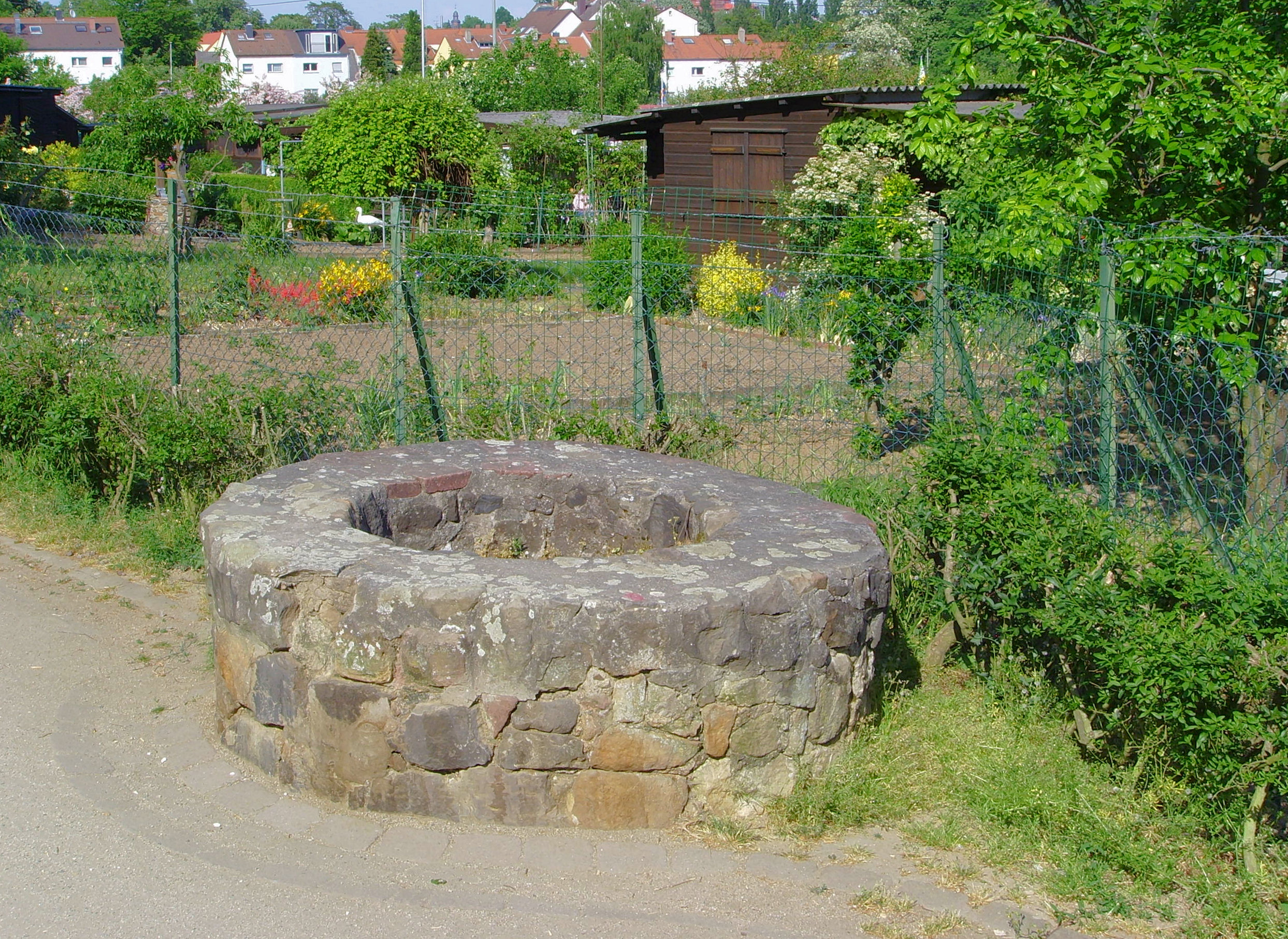
Römischer Brunnen unterhalb der „Ringmauer“

Ab 1584 ließ Philipp Wolf von Praunheim am westlichen Ortsrand Burg und Hofgut Philippseck auf den Fundamenten einer römischen Villa erbauen, woran noch die Straße Am alten Schloss in Praunheim erinnert. Dieser Straßenname greift aber nur einen alten gleichlautenden Flurnamen auf; das Schloss stand im mittleren Abschnitt der heutigen Straße An der Ringmauer, ungefähr dort, wo unterhalb der Siedlungsgärten noch die Reste eines runden Brunnens aus der Römerzeit zu sehen sind. Der gute Zustand des Brunnens lässt den Schluss zu, dass er noch im 16. und 17. Jahrhundert als Schlossbrunnen genutzt wurde. Das Schloss war, wie 1927/28 Notgrabungen vor dem Bau der Siedlung Römerstadt zeigten, ein stattlicher ummauerter Gebäudekomplex mit angegliederten Gärten und einer Obstplantage, dessen mächtiger gemauerter Ostturm einen Außendurchmesser von vier Metern hatte und bis ins 18. Jahrhundert teilweise erhalten geblieben ist und damals Heidenturm genannt wurde. In Richtung Praunheim stand unmittelbar neben der alten Römerstraße, die nach den Befunden der Ausgrabung im 16. Jahrhundert noch teilweise benutzbar gewesen sein dürfte, ein kleinerer Westturm. In der Nähe der Burg wurden die Glaubensflüchtlinge aus Frankreich und die aus Vilbel vertriebenen Juden angesiedelt.
Anfang des 17. Jahrhunderts spitzten sich die Gegensätze zwischen der Katholischen Liga und der Protestantischen Union derart zu, dass es im gesamten Reichsgebiet zu Kämpfen kam, in deren Folge ganze Landstriche entvölkert wurden. Auch Heddernheim wurde ein Opfer dieser Kämpfe: 1631 wurde das Dorf von protestantischen schwedischen Truppen niedergebrannt, da es als (katholischer) „mainzischer Ort“ galt. Auch Schloss Philippseck mit der Mühle an der Nidda (vermutlich am heutigen Bubeloch gelegen) und die Michaeliskapelle wurden zerstört. Die Dorfbewohner waren vermutlich ins nahe Frankfurt geflüchtet oder wurden getötet, denn Philipp Wilhelm von Riedt berichtete in einem Schreiben, dass von den Familien, die vor dem Dreißigjährigen Krieg in Heddernheim ansässig waren, keine einzige mehr nach dem Krieg dort gewohnt habe.

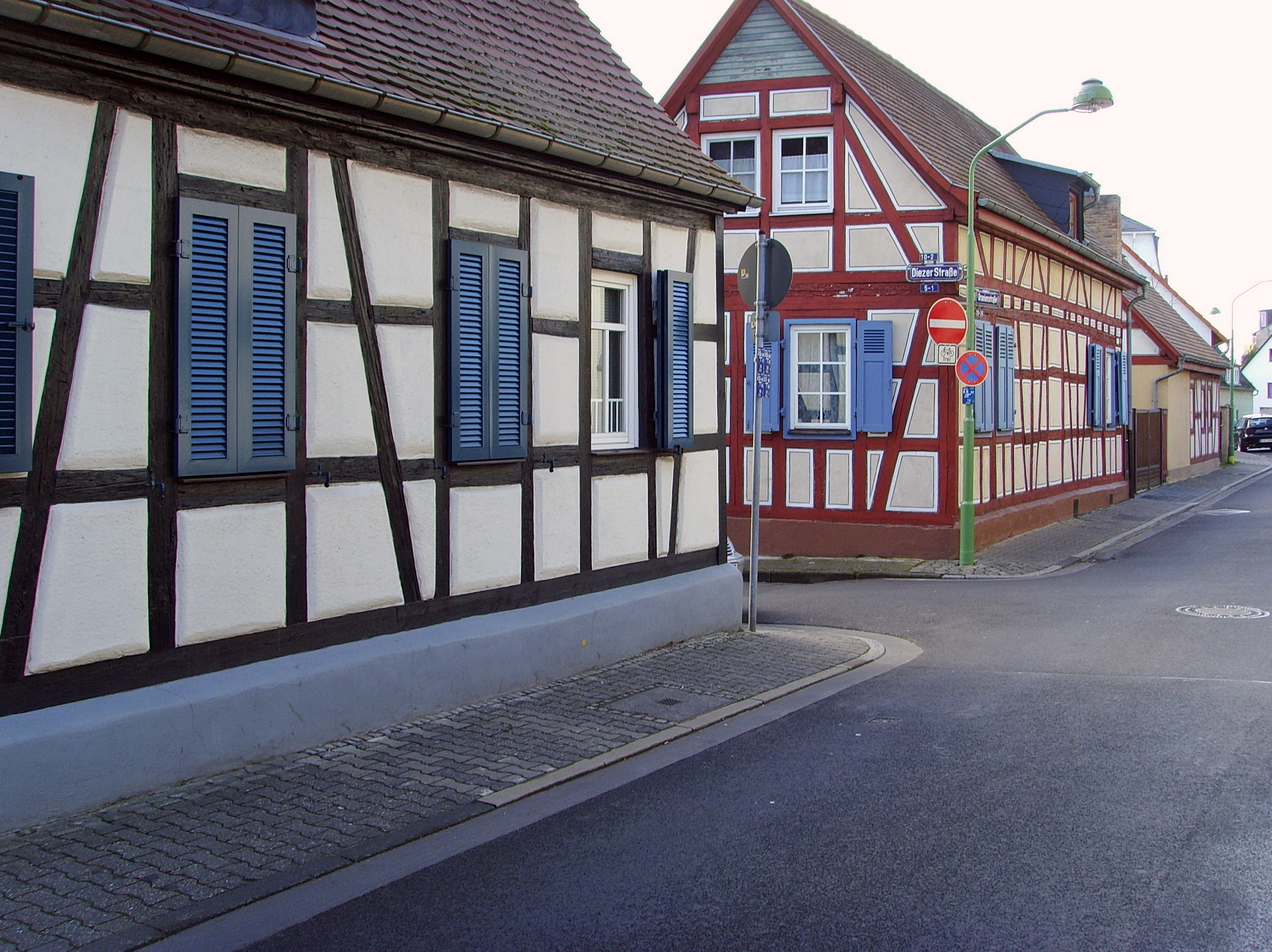
Ursprünglich strohbedeckte Katen wie diese renovierten in der Oranienstraße prägten einst das Ortsbild

In den Ruinen der Höfe siedelten sich nach 1650 neue Bewohner an; belegt sind Zugezogene aus Praunheim und Limburg. Obwohl Heddernheim weiterhin zur lutherischen Praunheimer Mutterkirche gehörte, ist für 1699 belegt, dass die katholische Religion in Heddernheim praevalieret (vorherrschte). Betreut wurden die Gläubigen nach 1650 durch den Pfarrer von Weißkirchen, was vom Praunheimer Pfarrer als ein tätlicher Angriff auf seine Rechte gebrandmarkt wurde. Dieser Streit, in dem es auch um die Gebühren für Taufen und Leichenpredigten ging (also um die Besoldung der Pfarrer), eskalierte bis hin zu Tätlichkeiten gegen Weißkirchener Priester, die auf Weisung des Grafen von Solms (dem Praunheim gehörte, der aber gegen Heddernheim keinerlei offizielle rechtliche Ansprüche hatte) am Überschreiten der Grenze zu Heddernheim gehindert wurden. Im Jahr 1700 wurde der Pfarrer von Praunheim nach Mainz in das Kurfürstliche Schloss geladen, wo ihm über den Kopf der lutherischen Grafen von Solms hinweg alle Rechte an der Filial Heddernheim abgenommen und diese der Pfarrkirche von Weißkirchen zugesprochen wurden.
Dadurch wurden die konfessionellen Auseinandersetzungen unter den Heddernheimer Einwohnern noch verschärft, da Mainz allen Heddernheimern einen katholischen Schulmeister obtruieret habe und die evangelische Gemeinde nun alle katholischen Feiertage begehen müsse; der einzige Schulunterricht, den es in den kleineren Dörfern gab, wurde bis ins 18. Jahrhundert von den Ortsgeistlichen oder unter deren Aufsicht gehalten. Ein „Spezialbefehl“ des Kurmainzer Oberamtmanns hatte ausdrücklich verboten, Heddernheimer Kinder zum lutherischen Unterricht nach Praunheim zu schicken. Im Jahre 1704 wurde den Heddernheimer Lutheranern zwar wieder erlaubt, den Gottesdienst in einem Nachbarort zu besuchen. In der Zwischenzeit hatten jedoch die religiös und finanziell motivierten Auseinandersetzungen, die durch den Streit zwischen den Lehensnehmern und immer einflussreicher werdenden Landesherren verschärft worden waren, dazu geführt, dass nur noch zwei oder drei katholische Familien in Heddernheim ansässig waren.

### 18. Jahrhundert

#### Die erste Schule

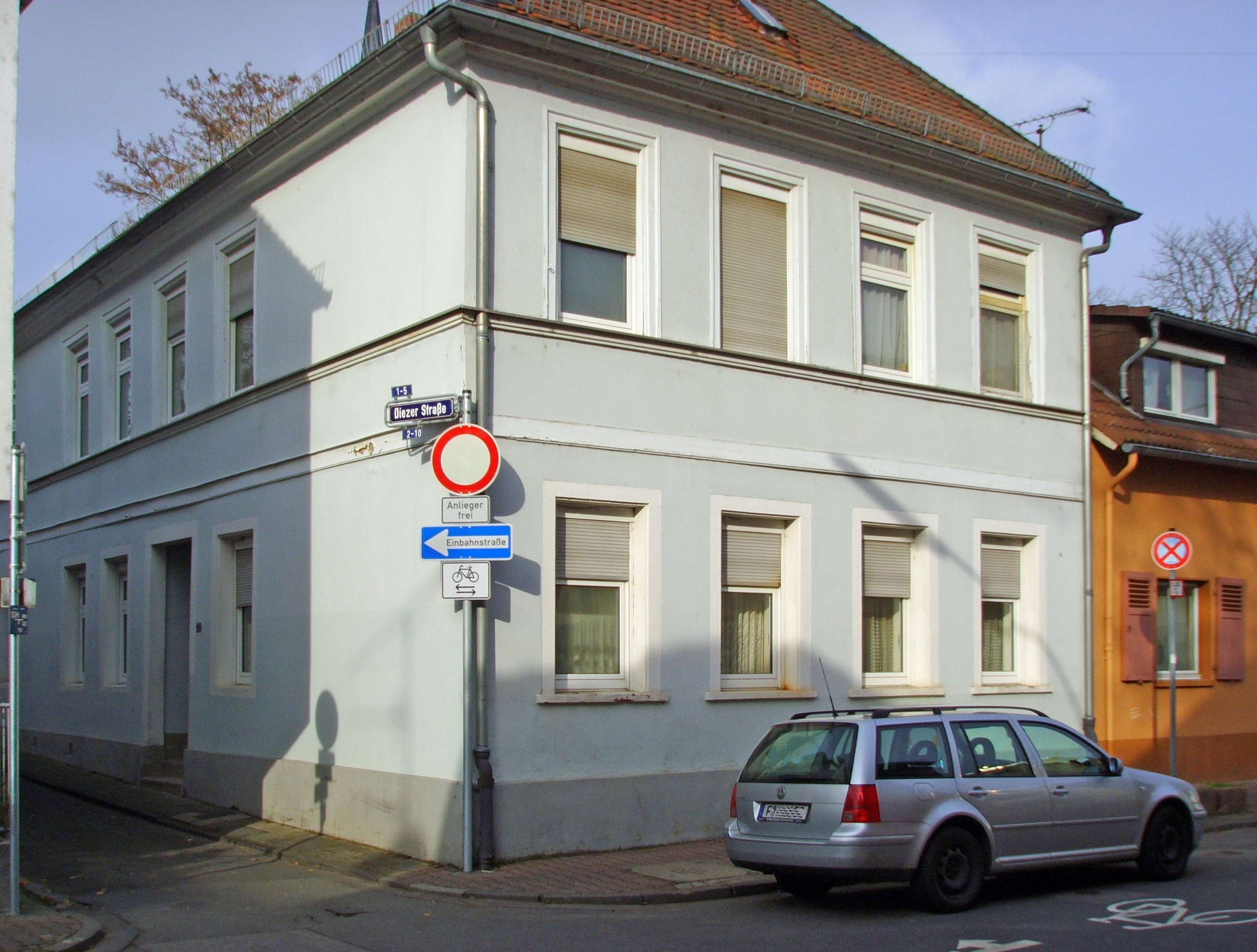
Das erste Schulhaus: Diezer Straße, Ecke Alt Heddernheim

Als im Jahr 1618 die männliche Linie der Herren von Praunheim, genannt nach ihrem Wohnsitz Praunheim-Klettenburg mit dem Tod des letzten männlichen Erben Philipp Wolf ausstarb, kam Heddernheim durch weibliche Erbfolge an die katholischen Herren von Riedt. Ab 1720 war dies Philipp Wilhelm von Riedt († 1764), ehemals Obrist eines Dragonerregiments, danach im Dienst des Kurfürsten und Erzbischofs von Mainz, wo er General und Gouverneur der Stadt und der Festung Mainz wurde.
Noch im Jahr seiner Belehnung erließ Herr von Riedt in Heddernheim eine Generalverordnung, in der er als neuer Gerichtsherr für beide Konfessionen genaue Anweisungen für den Besuch auswärtiger Kirchen und für die religiöse Unterrichtung der Kinder vorgab. Festgelegt wurde u. a., dass die Kinder nicht länger in Praunheim unterrichtet werden sollten (den „Spezialbefehl“ von 1700 hatten die Einwohner offenbar ignoriert), sondern künftig von einem in Heddernheim ansässigen Lehrer; in Urkunden aus dem 1726 wird ein erster Schulmeister namens Pfengstendorff erwähnt, der seinen Unterhalt vom Schulgeld der unterrichteten Kinder bestritt. Im Prinzip führte von Riedt zugleich die Schulpflicht ein, denn den Eltern wurde auferlegt, selbst dann Schulgeld zu zahlen, wenn ihre Kinder der Schule ferngehalten werden. Beschwerden aus Praunheim wegen des dort wegfallenden Schulgelds aus Heddernheim wurden vom neuen Lehnsnehmer ebenso ignoriert wie die Klagen der Heddernheimer Lutheraner, dass ihre Kinder nun im Ort von einem katholischen Lehrer unterwiesen wurden.

#### Der erste eigene Friedhof

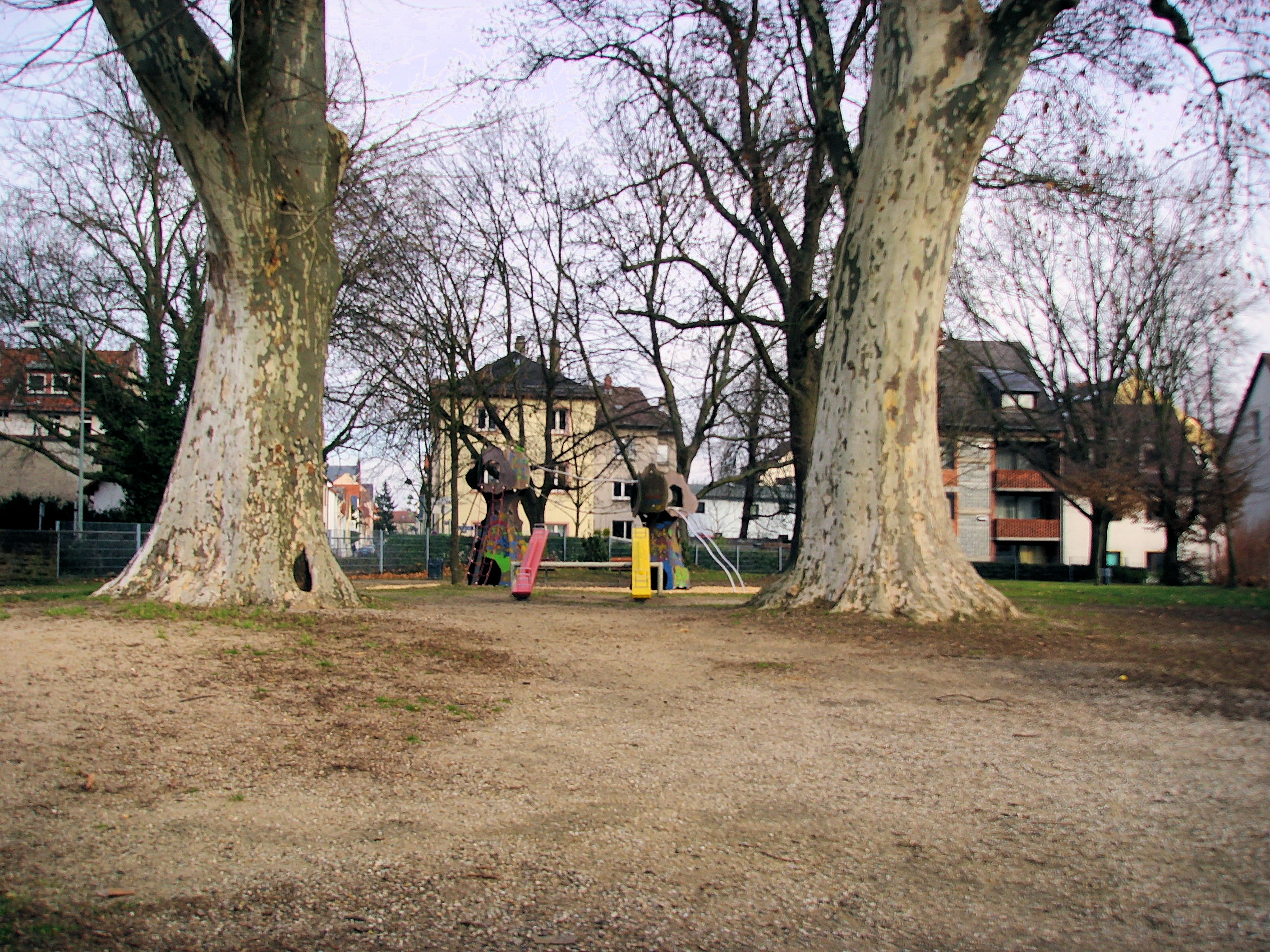
Das Gelände des ersten Friedhofs

Bereits 1704 hatte der Kurfürst und Erzbischof von Mainz den Heddernheimern vorgeschrieben, einen eigenen Friedhof zu eröffnen; bis dahin waren die Toten auf dem Praunheimer Friedhof bestattet worden. Erst Philipp Wilhelm von Riedt setzte dieses Gebot um, indem er ein ihm gehörendes Grundstück am westlichen Ortsrand mit einer Mauer umgeben und als Friedhof für die Angehörigen beider Konfessionen durch den Priester von Weißkirchen segnen ließ. Im Jahre 1743 wurde trotz bewaffnetem Protest der Heddernheimer, die sich weiterhin Praunheim zugehörig fühlten, erstmals eine reformierte Christin in Heddernheim beigesetzt. Zudem war dem evangelisch-lutherischen Pfarrer von Praunheim mit Genehmigung des Grafen von Hanau unter Androhung einer hohen Geldstrafe und dem Verlust seines Anstellung verboten worden, den evangelisch-reformierten Pfarrer von Eschersheim an der Beisetzung von Heddernheimern zu hindern. Der Friedhof in Höhe der Einmündung der Heddernheimer Kirchstraße in die Straße In der Römerstadt, gegenüber dem Bunker, wurde in jüngerer Zeit in eine Parkanlage umgewandelt.

#### Ein neues Schloss

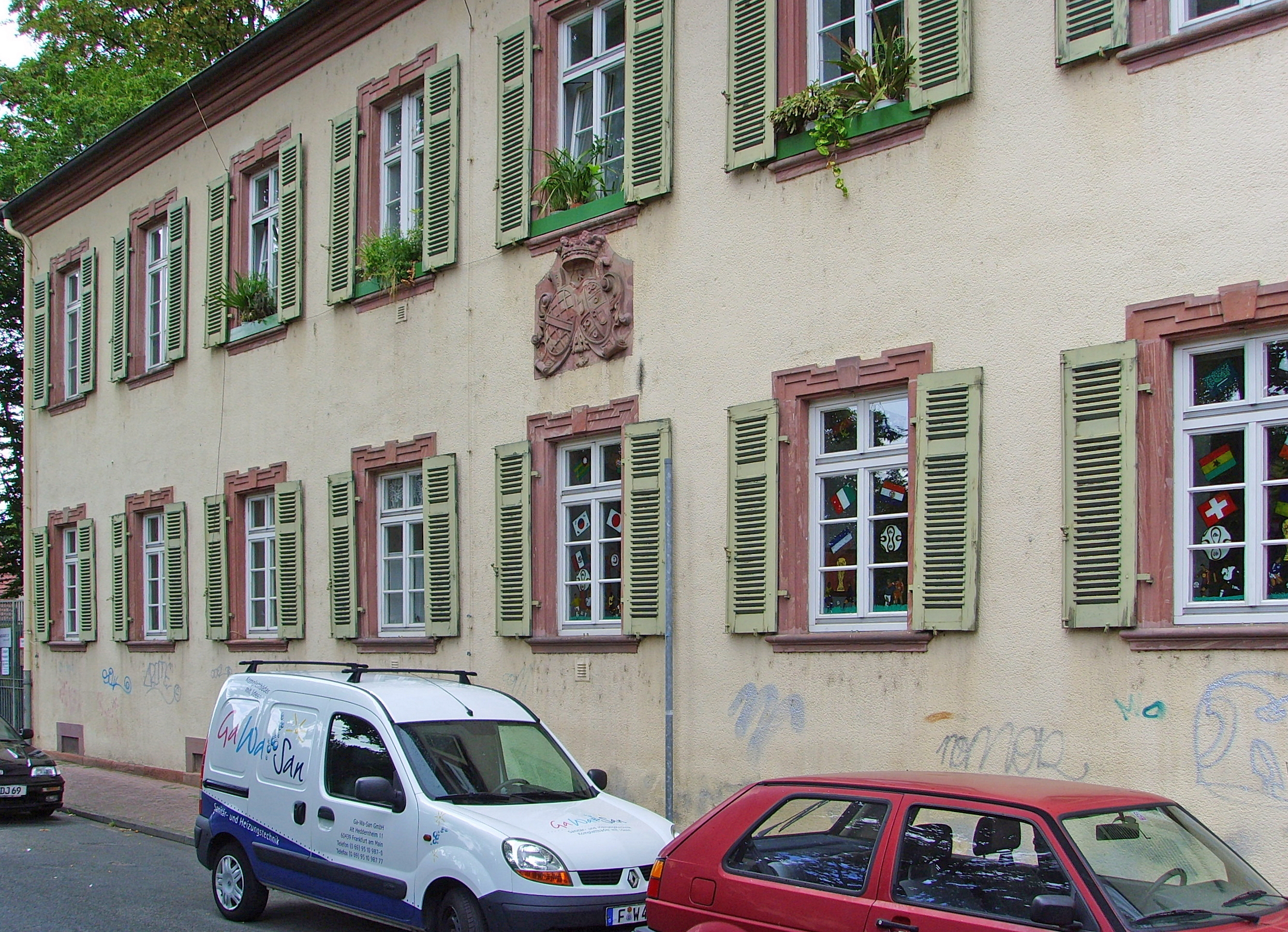
Das Neue Schloss, 2006

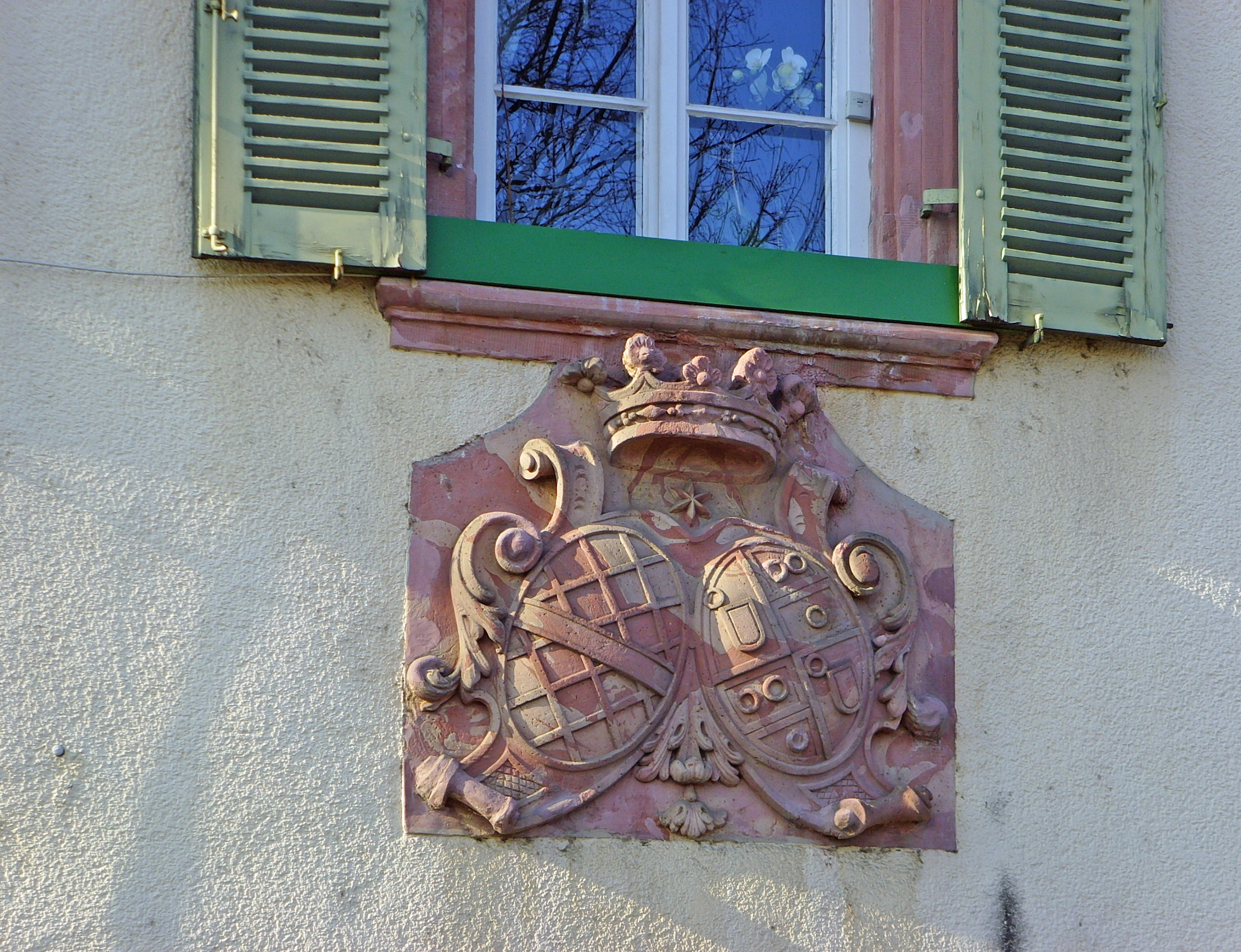
Neues Schloss, Wappen des Freiherrn von Riedt und seiner Frau

Im Jahre 1740 ließ Philipp Wilhelm von Riedt das Neue Schloss im Ortskern von Heddernheim als Wohnsitz für seine Familie erbauen; im 18. Jahrhundert hieß die Straße Holzgasse, später bis zur Eingemeindung des Dorfes nach Frankfurt Langgasse und seitdem Alt Heddernheim. Der vor dem Dreißigjährigen Krieg genutzte Kirchhof, unmittelbar vor dem Neuen Schloss gelegen, wurde in einen Park einbezogen; als Grünanlage und Kinderspielplatz blieb das ehemalige Friedhofsgelände bis heute unbebaut. Der Schlosspark erstreckte sich vom Niddaufer bis zur heutigen Oranienstraße (damals: Taunusstraße) und reichte südlich bis zur heutigen Diezerstraße (damals: Schulgasse), nördlich bis etwa zur heutigen Einmündung der Gerningstraße in die Oranienstraße.
Im Jahre 1764 gelangte das Gebiet, das noch immer mainzisches Lehen war, durch erneute weibliche Erbfolge an die Herren von Breidbach-Bürresheim, Verwandte des damaligen Kurfürsten von Mainz, aber auch hohe Beamte am Hof von Nassau. Dadurch wurde das Heddernheimer Schloss häufig Schauplatz festlicher Veranstaltungen, bei denen auch der Herzog anwesend war und im Vierspänner vorzufahren pflegte. 1803 gelangten die Mainzer Hoheitsrechte mit dem Reichsdeputationshauptschluss an das Fürstentum Nassau (ab 1806: Herzogtum Nassau); daran erinnern zahlreiche Straßennamen. Im selben Jahr wurde Heddernheim ein Flecken und Sitz einer Fürstlichen Amtsverweserey; mit der Rangerhöhung waren allerdings keine zusätzliche Rechte für den Ort verbunden.
Der Haupttrakt des Neuen Schlosses besteht noch (Alt Heddernheim 30), allerdings wurde das gesamte Schlossgelände 1908 von Freiherr Hubert Anton von Breidbach an die Stadt Frankfurt verkauft. Das Heddernheimer Schlossgebäude wurde im Zweiten Weltkrieg durch Bomben erheblich beschädigt; das Dachgeschoss wurde danach nicht mehr im alten Stil wiederaufgebaut.

#### Die größte jüdische Gemeinde in Nassau
Ab dem frühen 18. Jahrhundert ist für Heddernheim eine relativ große jüdische Gemeinde bezeugt, später war sie jahrzehntelang die größte im Herzogtum Nassau. Aus den Steuerunterlagen von 1779 geht hervor, dass fast ein Drittel der Juden und ein erheblicher Teil der Heddernheimer Christen „bettelarm“ und daher von jeglicher Steuerzahlung freigestellt waren. Schon 1715 erwähnte der Theologe Johann Jacob Schudt in seinem Buch Jüdische Merckwürdigkeiten:
Zu Heddernheim/ einem geringen Dorff/ findet man noch zu Zeiten Urnas, Römische Müntzen und dergleichen/ als eine gewisse Spuhr/ daß die alte Heydnische Römer daselbst ein Castell oder Lager gehabt: Es wohnet daselbst eine grosse Menge Juden/ arme Tropfen/ welche wohl schon einige hundert Jahre daselbst mögen gewohnt haben/ und zwar vormals in besserem Zustand als jetzo.
Für 1716 sind in Heddernheim 34 jüdische Familien beurkundet. Spätere Steuerstatistiken weisen für 1772 49 und für 1779 66 so genannte Schutzjuden nach, d. h. Juden, denen gegen eine Sondersteuer per Schutzbrief ein Wohn- und Bleiberecht eingeräumt worden war, nicht jedoch die vollen Rechte der christlichen Ortsansässigen. Diese Sondersteuer und die aus ihr abgeleitete relative Rechtssicherheit wurde jedoch auf Antrag nur dem Familienoberhaupt und allenfalls seinem erstgeborenen Sohn oder seiner erstgeborenen Tochter „gewährt“; die Steuer kam Anfang des 18. Jahrhunderts zunächst dem Kurfürsten von Mainz zugute, der sie an den Dompropst von Mainz verpfändet hatte. Für Heddernheim gültige Judenordnungen sind aus den Jahren 1771 und 1782 überliefert. Sie legten unter anderem fest, dass ein ortsfremder Jude, der sich in Heddernheim niederlassen wollte, 100 Reichstaler Kaution zahlen musste, so dass mithin die Bettel Juden und vagierendes Lumpengesindel außer Orths gelaßen werden. Ferner enthielten sie die Vorschrift, dass es Juden verboten war, an Sonntagen einen Christen zur Arbeit anzuhalten, es seye gleich um Lohn oder Freundschaft. Auch wurde den Juden untersagt, an christlichen Feiertagen außer Haus zu arbeiten, und die in ihrem Haus verrichteten Arbeiten sollten nicht als ein Scandal oder Schändung und Entweihung des Sonntags verspüret werden. Diese und zahlreiche weitere Reglementierungen belegen: Die Christen sollten mittels der Bestimmungen der Judenordnungen vor den Juden ‚geschützt‘ werden.

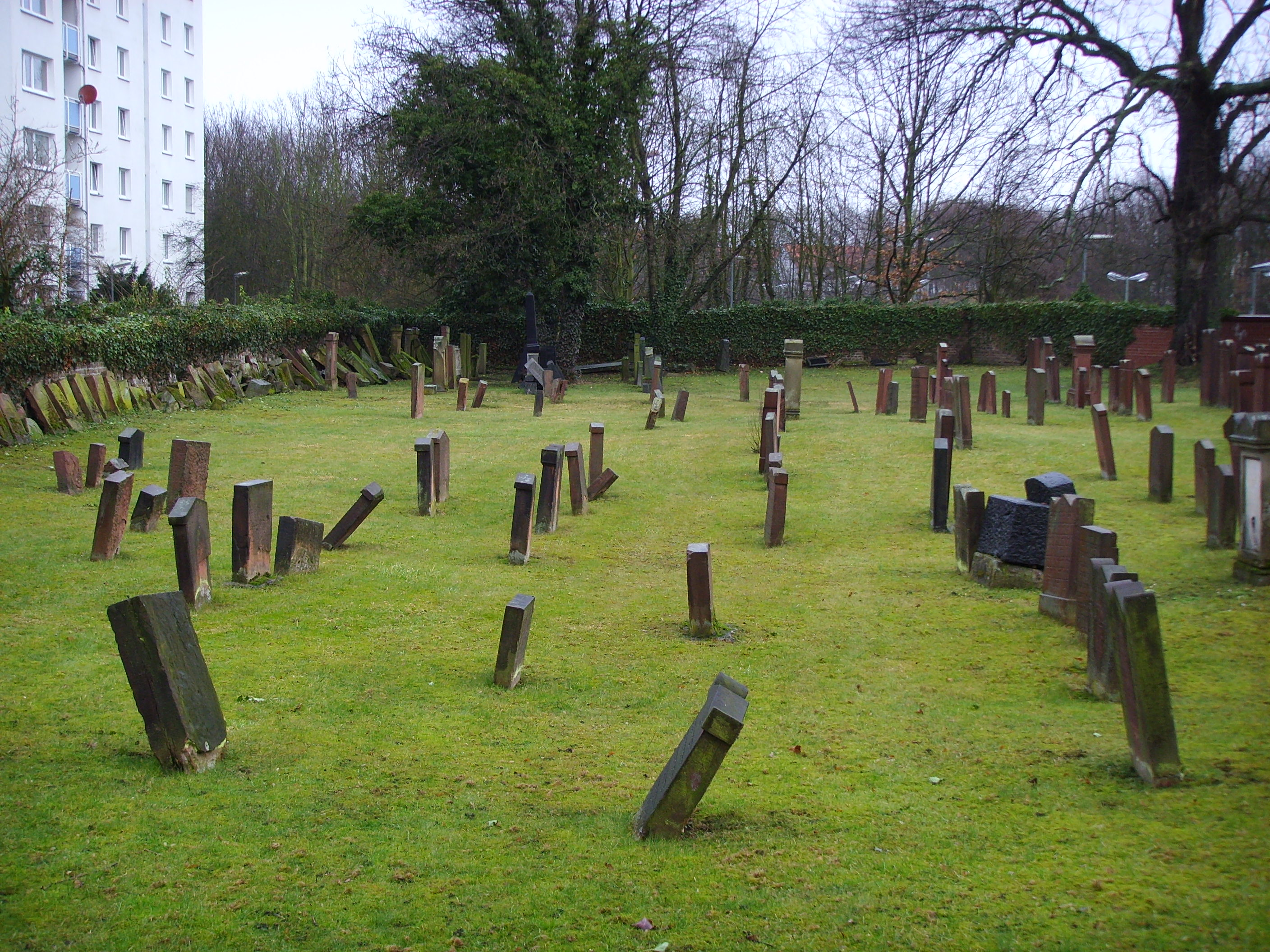
Der jüdische Friedhof …

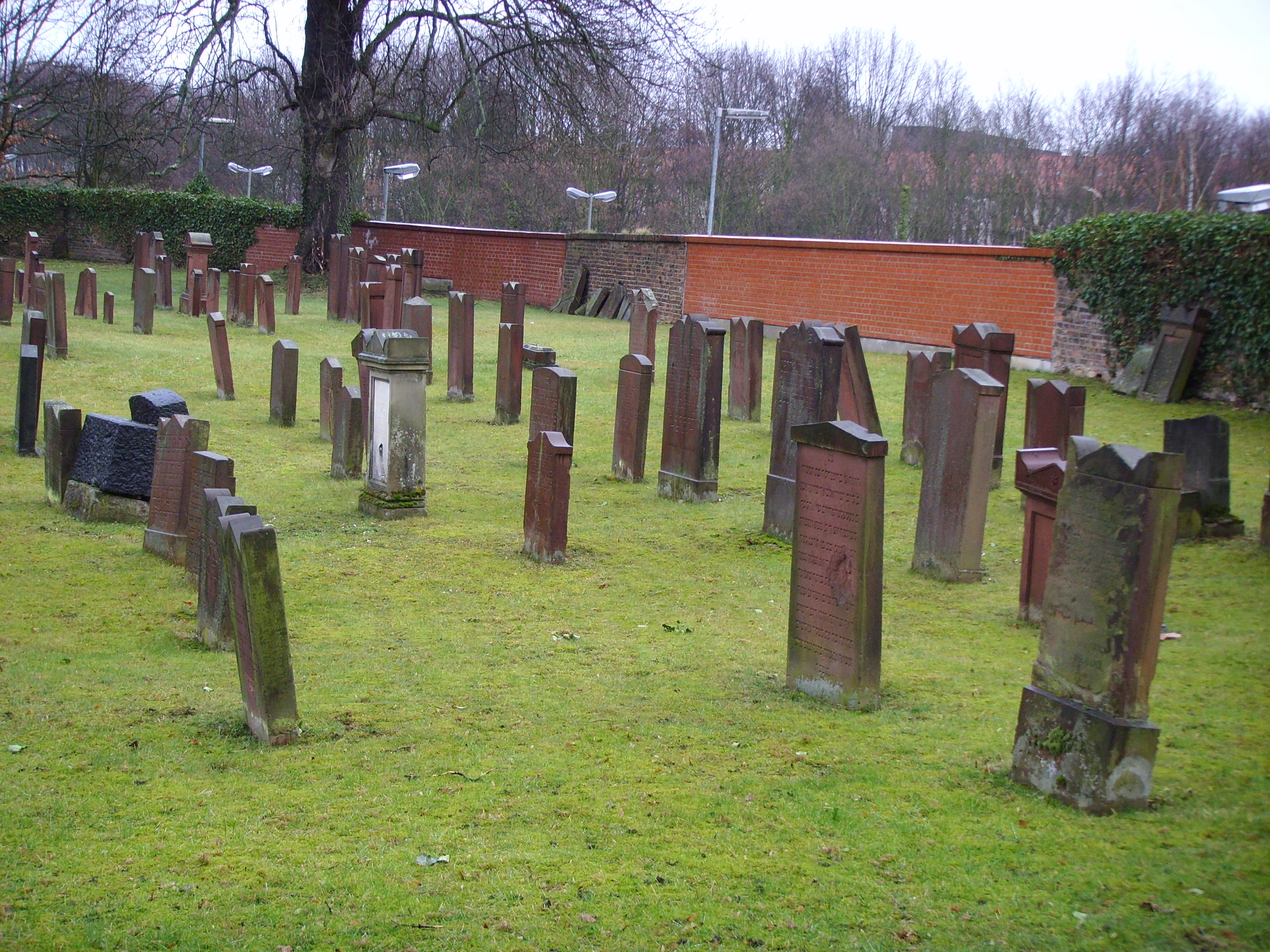
… nahe der U-Bahn-Station Römerstadt

Die jüdische Gemeinde von Heddernheim besaß in der Nähe ihrer seit dem 16. Jahrhundert existierenden, um 1760 erneuerten Synagoge einen eigenen Friedhof (auf dem heutigen Gelände Alt Heddernheim 31–33). Die „Judenordnung“ von 1771 schrieb jedoch vor, dass Friedhöfe außerhalb des Ortes anzulegen waren. Dem folgte die Gemeinde aber erst 1843, als sie das Gelände in Alt Heddernheim verkaufen musste. Der jüdische Friedhof Heddernheim besteht noch heute neben der Brücke der Straße In der Römerstadt über die Rosa-Luxemburg-Straße. Die letzte Beisetzung fand 1937 statt. „Er blieb während der Zeit des Nationalsozialismus vermutlich unangetastet. Durch Bombeneinwirkung entstanden während des Zweiten Weltkriegs an Mauern, Gräbern und Grabsteinen jedoch zahlreiche Schäden.“
Weiterhin gibt es eine Reihe von „Stolpersteinen“, die an das Leben und Sterben der Juden und von anderen Verfolgten des Nationalsozialismus in Heddernheim erinnern.

### 19. Jahrhundert

#### Sondersteuern für Juden
Im Jahre 1789, kurz nach der Französischen Revolution waren die französischen Juden den Christen staatsbürgerlich gleichgestellt. Als aufgrund der von Napoléon veranlassten Neuordnungen das Herzogtum Nassau entstand, wurden auch die bis dahin bestehenden Judenordnungen überarbeitet und vereinheitlicht. So wurde ab dem 1. September 1806 für die Heddernheimer Juden der Leibzoll abgeschafft, eine erniedrigende Pro-Kopf-Abgabe, die von den Juden entrichtet werden musste, sobald sie eine Landes- oder Amtsgrenze passierten; kaum drei Monate später wurden die damit verbundenen Steuerausfälle durch eine Erhöhung der Sondersteuer für Schutzbriefe kompensiert. Am 15. Mai 1819 wurde im Herzogtum Nassau die bis dahin geltende Zunftverfassung aufgehoben; die daraus folgende Gewerbefreiheit wurde für die Juden insofern eingeschränkt, als ihnen nun gerade jener Gewerbebereich, in den sie aufgrund früherer Diskriminierungen (kein Zugang zu den Zünften) abgedrängt worden waren, verboten wurde, der Kleinhandel mit Vieh, die Tätigkeit als Hausierer und der so genannte „Nothandel“, das heißt der „Schuhmacher-, Leih-, Mäkler- und Trödelhandel“.
Die staatlich verordnete Hinwendung zu, wie es damals hieß, „nützlichen“ Berufen als Fabrikanten, Handwerker, Großhändler und Kaufleute, die den Juden später zum Vorwurf gemacht wurde, lässt sich anhand der bis 1874 bei der Heddernheimer evangelischen Kirchengemeinde geführten Zivilstandsbücher nachweisen: In der ersten Hälfte des 19. Jahrhunderts lautete die eingetragene Berufsbezeichnung der Einwohner jüdischen Glaubens fast durchgängig Handelsmann; daneben gab es auch einige Metzger, da dieser Beruf aufgrund der besonderen jüdischen Reinheits- und Speisevorschriften in keiner Gemeinde entbehrlich war. Ab etwa 1840 zeigten die Heddernheimer Zivilstandsbücher einen Wandel in der Berufsstruktur der Judenschaft auf: Es wurden nun auch Handwerker wie Schneider, Schuster, Buchbinder und Hutmacher beurkundet, 1850 ein Schlosser, 1863 ein Zimmermann und 1874 Moritz Hammel, ein Fabrikant. Ein ähnliches Bild ergibt die Auswertung des Buches über die Aufnahmen und Entlassungen der Heddernheimer Schule für die Zeit von 1819 bis 1868, da bei den Schülern stets der Beruf des Vaters angegeben wurde. Die vollständige rechtliche Gleichstellung der Heddernheimer Juden mit ihren christlichen Nachbarn vollzog sich jedoch erst nach der Annexion Nassaus durch Preußen 1866: Ein Gesetz des Norddeutschen Bundes vom 3. Juli 1869 hob alle noch bestehenden Beschränkungen ihrer bürgerlichen und staatsbürgerlichen Rechte auf und setzte einen zumindest juristischen Schlusspunkt unter den Prozess der so genannten jüdischen Emanzipation.

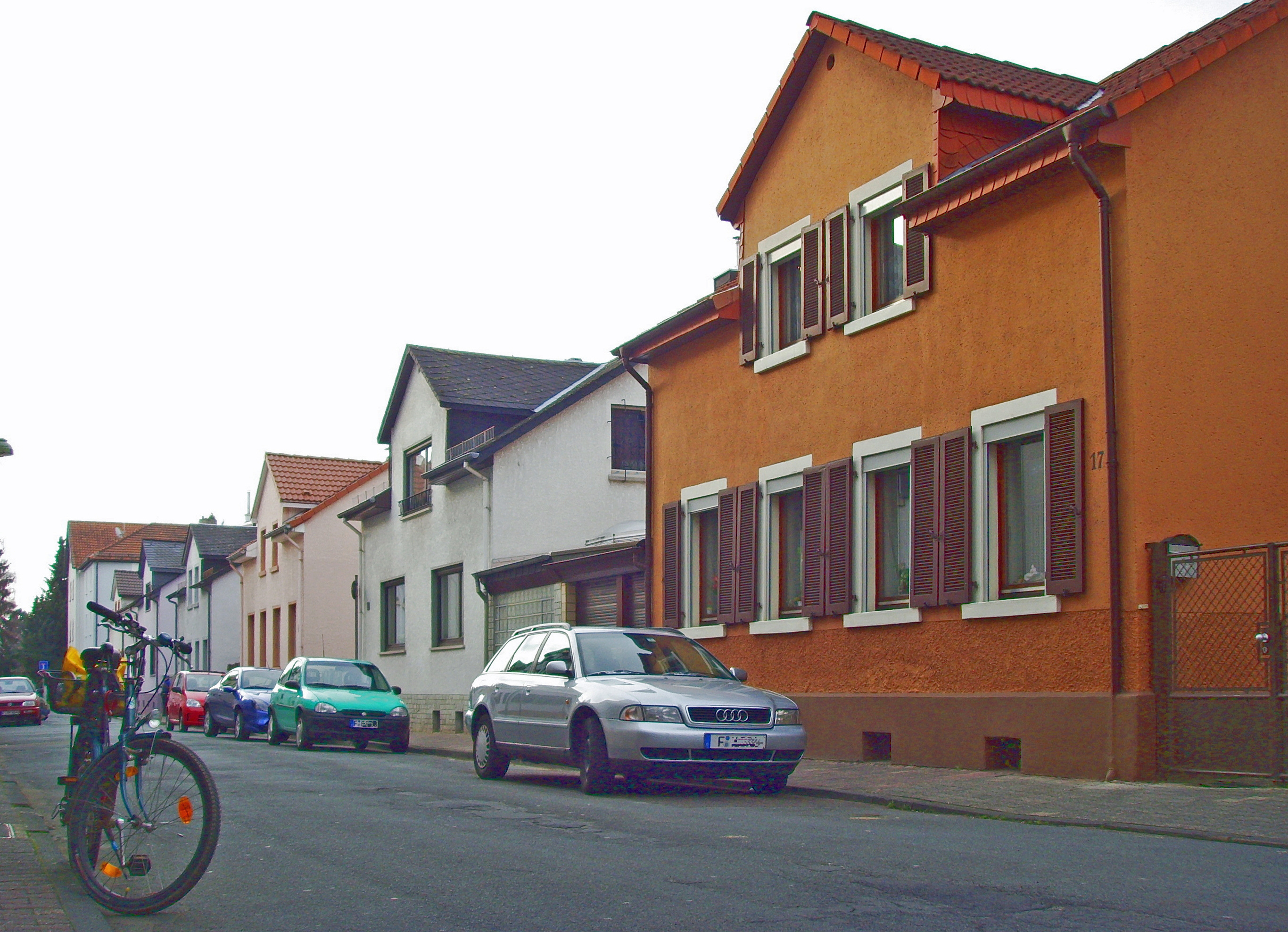
Ab dem frühen 19. Jahrhundert typisch: Obergeschoss mit einem zur Straße gewandten Zwerchhaus (Mark-Aurel-Straße)

Die sich in der ersten Hälfte des 19. Jahrhunderts verändernde Berufsstruktur und vor allem die frühe Gleichstellung von Juden und Christen in der damals so genannten Freien Stadt Frankfurt (1864) führte aber zu einer lang anhaltenden Abwanderung der jüdischen Familien aus Heddernheim, dessen christliche Einwohner zunehmend als Arbeiter in den neu angesiedelten Fabriken tätig wurden. Waren 1840 noch 354 jüdische Einwohner in Heddernheim registriert (24 Prozent der Einwohner), so reduzierte sich ihre Zahl bis 1887 auf 110 und bis 1924/25 auf 52 Personen (ein Prozent der Einwohner).

#### Die erste gepflasterte Brücke
Beide Ufer der Nidda waren zwar bereits in römischer Zeit durch Brücken miteinander verbunden. Im Mittelalter musste man sich jedoch mit einer Furt begnügen, und selbst im frühen 19. Jahrhundert existierte neben der Furt nur ein schmaler Holzsteg für Fußgänger sowie eine verpachtete Wasserfahrt. Bei Hochwasser mussten die Brücken von Bonames oder Hausen benutzt werden, die beide zu Frankfurt am Main gehörten und daher für die Heddernheimer zoll- und wegegeldpflichtig waren. Erschwert wurde der von Heddernheim seit 1803 beurkundete Wunsch nach einem Brückenbau durch die Tatsache, dass auch die Nidda bei Heddernheim eine Landesgrenze war: Eschersheim gehörte zum Kurfürstentum Hessen. Erst im August 1830 stimmten die Landesherren der beiden Dörfer dem Bau einer massiven, gepflasterten Holzbrücke über die Nidda zu, wobei den Heddernheimern die Kosten auferlegt wurden. 1928, nach der Nidda-Regulierung, wurde die noch vorhandene eiserne Brücke als Ersatz für die 100 Jahre zuvor errichtete Holzbrücke in Betrieb genommen.

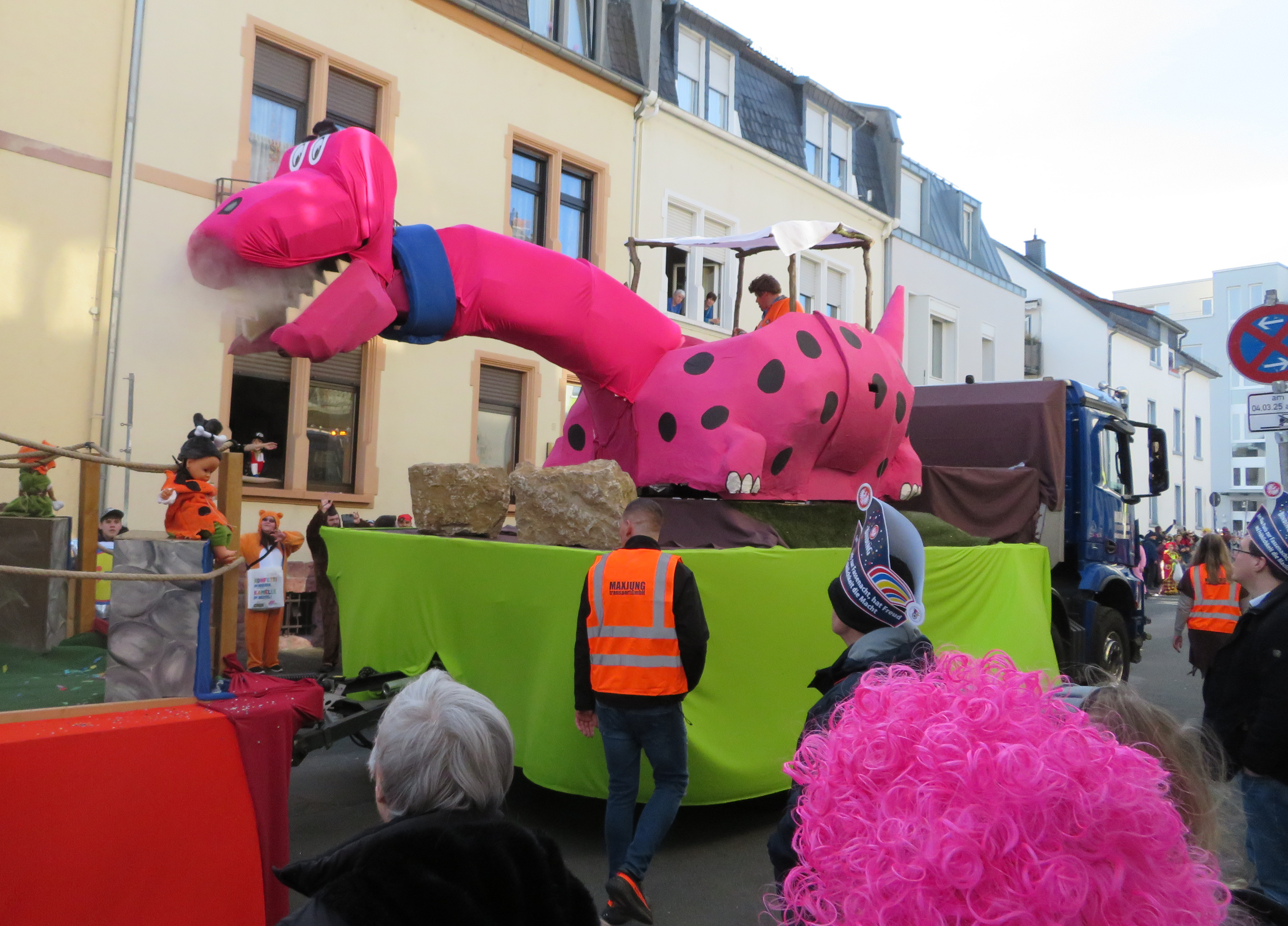
Fastnacht 2025: Motivwagen

#### Die Heddernheimer Fassenacht

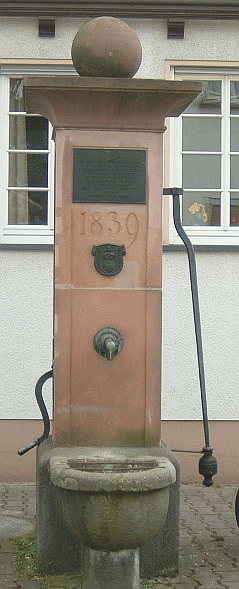
Die Gemaabump

Eine Tafel an der Gemaa-Bump, der 1839 an der Stelle eines alten Ziehbrunnens errichteten ersten öffentlichen Wasserpumpe („Gemeindepumpe“) in der Ortsmitte beschreibt, dass die Errichtung der Pumpe angeblich Anlass für den ersten Fastnachtsumzug war. Nach Ende des Zweiten Weltkriegs wurde sie unter großer Anteilnahme der Bevölkerung in Gegenwart des damaligen Frankfurter Oberbürgermeisters Kolb renoviert und zur Funktion gebracht. Die seitlich unterschiedlich hoch angebrachten Schwengel ermöglichten es auch Kindern, ihre Eimer zu füllen. 1840 hatte Heddernheim 1894 registrierte Einwohner.
In einer Geschichte der Frankfurter Fastnacht heißt es, der erste Umzug sei von Heddernheimer Handwerksgesellen veranstaltet worden, die nach Abschluss ihrer Wanderjahre in ihren Heimatort zurückgekehrt waren. An Fastnacht hätten sie eine Nachbildung der Gemaabump durch die Straßen des Ortes gekarrt. Bis heute führt jeden Klaa Pariser-Fastnachtszug ein Motivwagen mit einer Nachbildung dieses Wahrzeichens an.
1882 wurde der Fastnachtsverein Heddemer Käwwern gegründet, eine Fusion der beiden Vorläufer Brenn-Nessel und Aeppelwein-Geschwader. Ihm folgte 1931 als Neugründung der Verein „Die fidelen Nassauer“. Mit ihrer Kampagne 1936 missfielen besonders die „Käwwern“ den Nationalsozialisten. Die Abbildung des Führers mit einer Narrenkappe auf dem Titelblatt der Vereinszeitung genügte zu einem Verbot, und mit Ausnahme eines genehmigten Umzugs im Jahre 1939 blieb es bis zum Ende des Krieges dabei. Den Zeiten entsprechend gelang die Wiederaufnahme der tradierten Aktivitäten nur in kleinen Schritten. Der alljährliche Umzug der beiden Heddernheimer Fastnachtsvereine am Fastnachtsdienstag ist aber im Laufe der Jahre wieder zu einem über Frankfurt hinaus bekannten und medial gewürdigten Ereignis geworden.

#### Der Urselbach als Motor der Wirtschaft

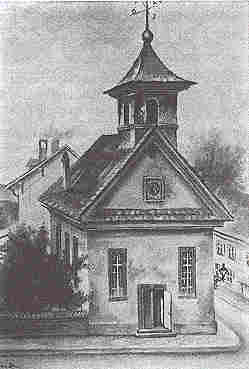
Die erste evangelische Kirche von Heddernheim war ein Holzbau an der Frankfurter Straße (heute: Heddernheimer Landstraße) / Ecke Kirchstraße mit Turm und Tür zur Frankfurter Straße. Der Holzbau wurde am 28. Januar 1821 geweiht und am 21. Oktober 1893 wegen Baufälligkeit geschlossen. Das undatierte Gemälde eines unbekannten Malers zeigt bereits die um 1870 eingebaute Uhr.

Bereits für 1670 ist für das Gelände am gefällereichen Urselbach ein Kupferhammer beurkundet, die so genannte Kaltemühle, deren Maschinen durch das auch im Sommer stets reichlich fließende Wasser angetrieben wurden.
Unterhalb der Kaltmühle, in Höhe der heutigen Siedlung Brühlfeld, lag die Sandelmühle, in der Dachpappe und Packpapier hergestellt wurden. Später kamen von dort qualitativ hervorragende Druckfarben. Das Heddernheimer Produkt errang unter dem Namen Frankfurter Schwärze Weltruf. In neuerer Zeit wurde ein Kupferhammer erstmals 1829 anlässlich einer hypothekarischen Eintragung im Grundbuch von Heddernheim erwähnt. Beide Betriebe gingen 1852 in den Besitz der Gebrüder Rupertus und Theodor Hesse aus Olpe über. Im Gewerbe-Register des Kreisamtes Höchst, Herzogtum Nassau, ist unter dem Datum des 6. April 1852 festgehalten, dass die Mühlen über ein Kupfer-, Walz- und Hammerwerk verfügten, ferner über eine Messinggießerei, eine Bleiröhrenfabrik und eine Pappdeckelmühle. Kupferbleche aus 99 % Reinkupfer mit einem Zusatz von 0,3 bis 0,5 % Arsen (Feuerbuchskupfer) wurden für den Bau von Feuerbüchsen, die Heizräume der Dampflokomotiven verwendet.
Ab 1853 entstand ein moderner Industriebetrieb mit großen Werkshallen und internationaler Bedeutung, die Heddernheimer Kupferwerke vormals F. A. Hesse Söhne AG, die zuletzt – bis zu ihrer Schließung – Teil der Vereinigten Deutschen Metallwerke (VDM) waren, aber in Heddernheim nur „Kupferwerk“ genannt wurden. Produziert wurden unter anderem Kupferkabel, deren Nachfrage infolge der Elektrifizierung stetig wuchs. Die Ausweitung der Produktionsanlagen führte alsbald zu einem Ansteigen der Einwohnerzahl von knapp 1900 im Jahr 1840 auf 3225 im Jahr 1890. Ab 1908 verarbeitete VDM als eines der ersten deutschen Werke auch Aluminium- und Magnesiumlegierungen. Mit Beginn des Zweiten Weltkriegs wurde ausschließlich auf Rüstungsgüter umgestellt und dafür zahlreiche Zwangsarbeiter und sowjetische Kriegsgefangene herangezogen; die Straßenbahnhaltestelle Kupferwerk wurde in den noch heute gültigen Namen Zeilweg umbenannt, damit das Kupferwerk im Stadtplan weniger leicht auffindbar war. Im Krieg soll das Werk einer der wichtigsten Hersteller von Flugzeug-Propellern gewesen sein, mit einem bei Tag und bei Nacht hörbaren Motorenprüfstand. Luftangriffe auf den Raum Heddernheim-Römerstadt waren darauf zurückzuführen.

#### Annäherung an Frankfurt

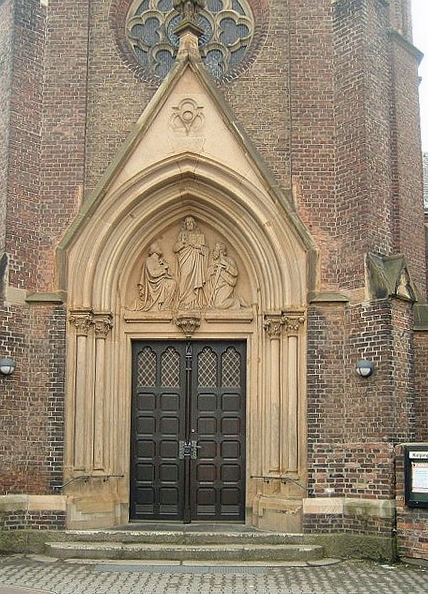
Portal der katholischen Kirche St. Peter und Paul

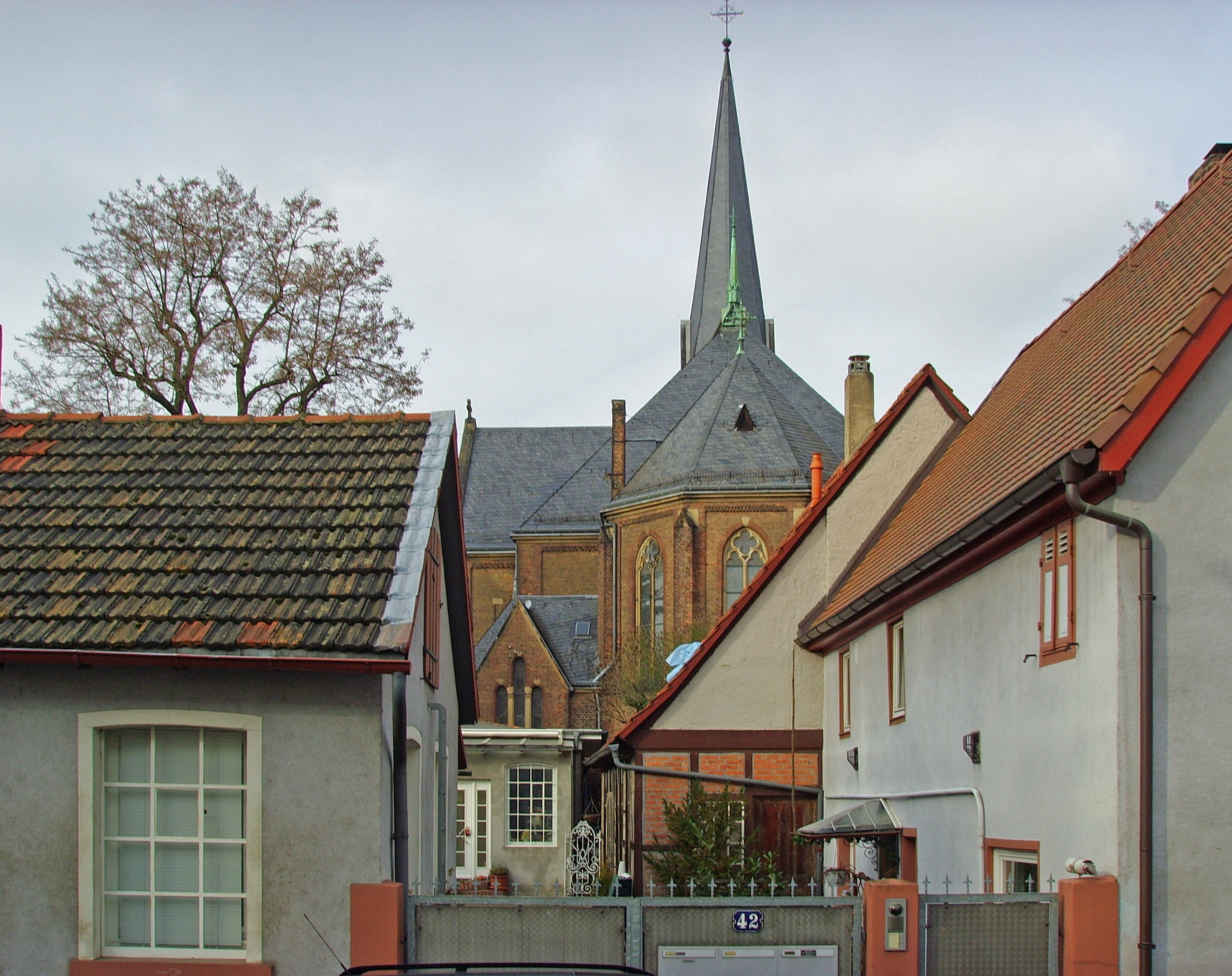
Blick zur katholischen Kirche von Süden

Nachdem die Gemeinde 1866 mit dem nassauischen Territorium an Preußen gefallen war, gehörte sie zunächst zum Amt Höchst des neuen preußischen Mainkreises. Das Dorf war damit weiterhin eine Enklave, da alle umliegenden Dörfer entweder dem Stadtkreis Frankfurt am Main oder dem Landkreis Hanau angehörten. 1885 kam es deshalb zu einer Kreisreform, bei der Heddernheim zusammen mit 14 anderen Dörfern dem neu gebildeten Landkreis Frankfurt angegliedert wurde.
Im Jahre 1878 erhielt Heddernheim ein neues, großes und noch immer inmitten des Schulhofes stehendes Schulhaus. Bereits 1870 war die erste Freiwillige Feuerwehr mit damals 48 Feuerwehrmännern gegründet worden. 1889 wurde im Neuen Schloss ein Wohnheim für alleinstehende adelige Damen eingerichtet, das Auguste Viktoria-Stift. Aufgrund der zahlreichen zugezogenen Ortsansässigen wurde nun auch eine evangelische Kirche errichtet, die 1898 eingeweihte  St.-Thomas-Kirche. Bereits 1893 wurde die Katholische Kirche St. Peter und Paul eröffnet (und 1899 geweiht), nachdem ein 1840 errichteter Vorgängerbau 1891 abgebrannt war.
Für die katholische Gemeinde änderte sich mit der Eingemeindung wenig, da sie schon vorher zum Bistum Limburg gehört hatte. Die evangelische Thomas-Gemeinde gehörte hingegen bis 1933 kirchenrechtlich noch nicht zu Frankfurt, sondern zur Nassauischen Landeskirche bzw. dem Konsistorialbezirk Wiesbaden. Erst nach der nationalsozialistischen Machtergreifung schlossen sich die Frankfurter Landeskirche sowie die Landeskirchen von Nassau und Hessen im September 1933 unter Druck zur Evangelischen Landeskirche Nassau-Hessen zusammen.
Bis 1888 bestand die Personenbeförderung zwischen Heddernheim und der Stadt Frankfurt aus einem Fuhrwerk mit der Bezeichnung „Omnibus“. Am 12. Mai 1888 eröffnete die Frankfurter Lokalbahn eine Pferdebahn auf der Eschersheimer Landstraße, die damals nicht viel mehr als ein Feldweg war. Bereits nach wenigen Monaten wurde die Linie auf Dampfbetrieb umgestellt. Die im Volksmund Knochemiehl genannte Dampfstraßenbahn vom Eschenheimer Tor zum Weißen Stein (dort bestand ein Depot) wurde 1901 von der Städtischen Straßenbahn übernommen, 1908 elektrifiziert und – nach dem Bau der Straßenbahnbrücke über die Nidda – am 1. Oktober 1909 bis Heddernheim verlängert.
Am 4. Mai 1910 eröffnete die Frankfurter Lokalbahn die Linie 25 als normalspurige Überlandbahnstrecke. Die Endstation war bis 1954 am „Schauspielhaus“ in der Gallusanlage. Die Linie führte über Heddernheim und Bonames nach Bad Homburg. Damit war die Frankfurter Straßenbahn mit dem Homburger Straßenbahnnetz verbunden. Am 31. Mai folgte die Linie 24 über Heddernheim nach Oberursel, die nun auch die bereits seit 1899 betriebene Gebirgsbahn Oberursel–Hohemark mit dem Frankfurter Tramnetz verknüpfte. Heddernheim wurde damit zu einem Straßenbahnknotenpunkt. Das 1910 errichtete Straßenbahndepot der Städtischen Straßenbahn besteht noch heute als Betriebshof Heddernheim.
Der Güterverkehr spielte auf den beiden Strecken der Lokalbahn eine große Rolle, vor allem zur Motorenfabrik in Oberursel und zum Heddernheimer Kupferwerk. Er wurde nach Obereschbach (auf der Strecke nach Bad Homburg) bereits 1971, auf der Strecke nach Oberursel erst 1982 eingestellt. Beide Taunusbahnen erwiesen sich im Personenverkehr von so großer Bedeutung, dass man sie 1968 in die Grundstrecke A der U-Bahn Frankfurt einbezog, innerhalb derer sie heute mit geringfügigen Änderungen der Streckenführung als Linien U2 und U3 verkehren.

### 20. Jahrhundert

#### Eingemeindung nach Frankfurt

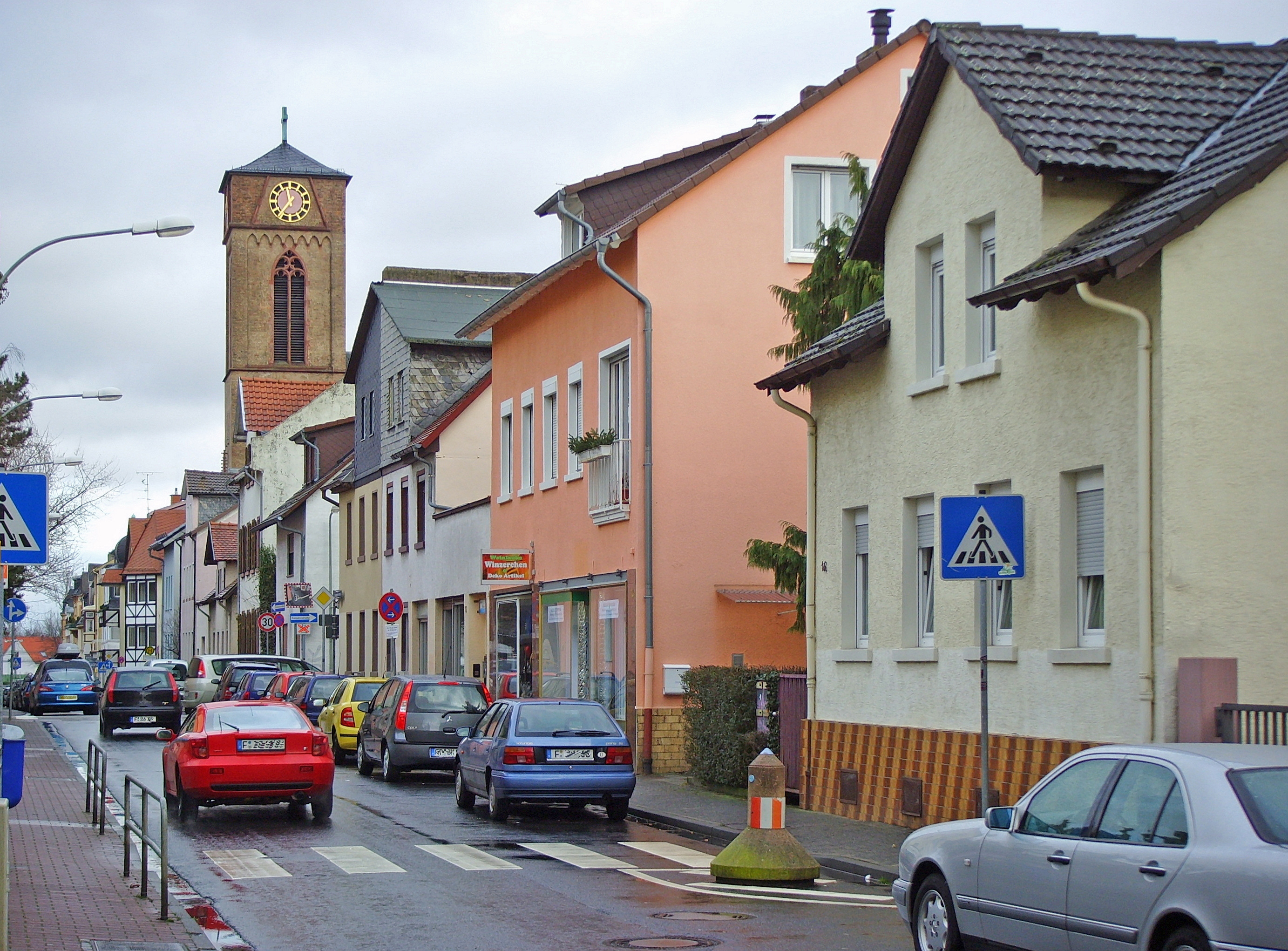
Kirchstraße, im Hintergrund die ev. St.-Thomas-Kirche

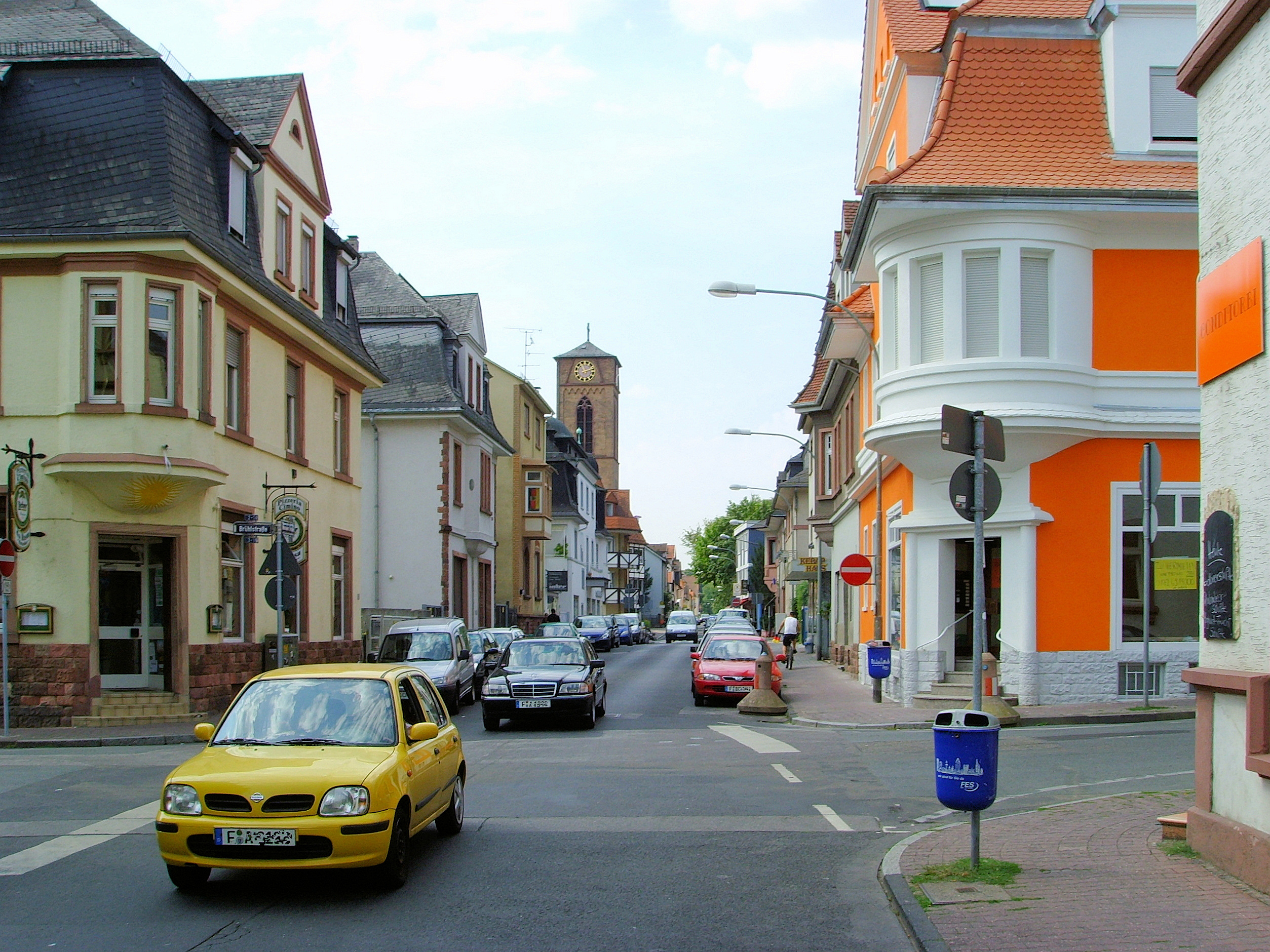
Nassauer Str. / Ecke Brühlstr.: Gründerzeit-Häuser aus der Epoche um 1900

Um 1900 hatte Heddernheim 368 Wohnhäuser „mit einer durchschnittlichen Besetzung von 11,3 Personen (…). Laut Volkszählung von 1895 belief sich die Einwohnerzahl auf 4159 Personen, davon waren 2287 Evangelische, 1778 Katholische, 66 Juden und 28 Andersgläubige, darunter ein Mennonit.“ Verwaltet wurde der Ort von einem Magistrat (einem besoldeten Bürgermeister, einem Beigeordneten und fünf Schöffen) und 18 Gemeindevertretern.
Das Wohngebiet der Gemeinde erstreckte sich um 1900 über eine nahezu rechteckige Fläche, die begrenzt wurde durch Langgasse (heute: Alt Heddernheim), Frankfurter Straße (Heddernheimer Landstraße), Jahnstraße (Marc-Aurel-Straße) und Altkönigstraße (Habelstraße). Zwischen Frankfurter Straße und Altkönigstraße und parallel zu diesen verlief die Feldbergstraße (Gerningstraße); einzig Kirchstraße und Castellstraße behielten nach der Eingemeindung ihre überkommenen Namen, ferner die bereits außerhalb der Bebauungsgrenze zu den am Ortsrand befindlichen Fabriken von der Frankfurter Straße abzweigende Hessestraße. Die heutige Dillenburger Straße ist in einer Flurkarte aus dem Jahr 1904 noch als Feldweg eingezeichnet. Schon 1915 waren dann aber bereits zahlreiche Neubauten entlang von Brühlstraße / Nassauer Straße sowie zwischen Antoninusstraße und Marc-Aurel-Straße entstanden. Bereits 1905 waren die Eigenheime an der Nesselbuschstraße errichtet worden.

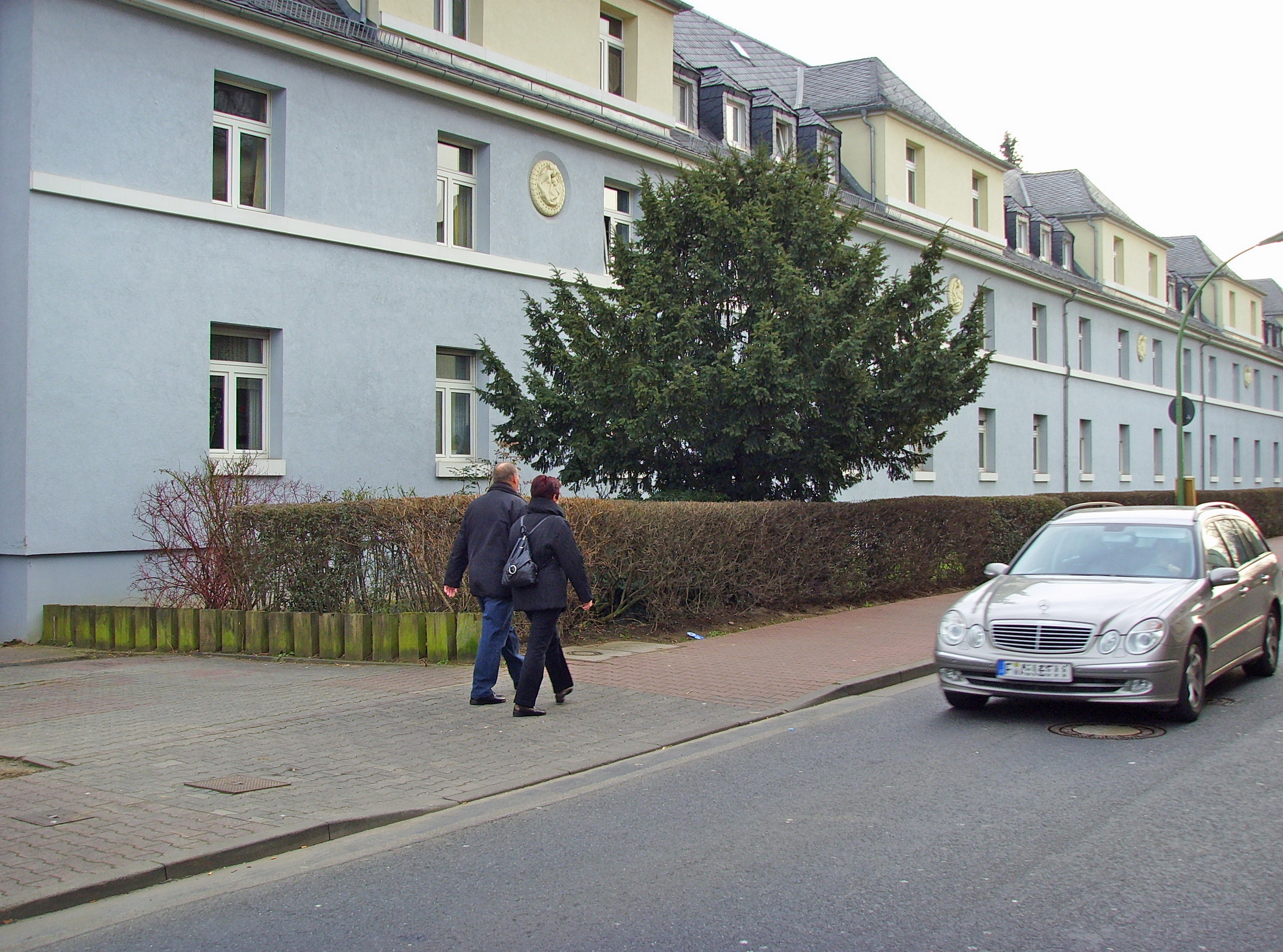
Sozialer Wohnungsbau der 1920er Jahre: Hessestraße 26–36

Im Jahre 1904 wurde am Rande der Riedwiesen, unmittelbar an der Gemeindegrenze am Urselbach, eine von der Stadt Frankfurt erbaute „Gasfabrik“ in Betrieb genommen: das „Gaswerk Heddernheim“, dessen Hochbehälter noch bis Ende der 1960er Jahre weithin sichtbar war. Von Heddernheim aus wurden seitdem auch Ginnheim, Praunheim, Niederursel, Eschersheim, Bonames, Berkersheim, Eckenheim, Preungesheim, Seckbach sowie Bergen-Enkheim und Vilbel mit Steinkohlegas („Stadtgas“) beliefert.
Am 1. April 1910 wurde der Landkreis Frankfurt aufgelöst und nach Frankfurt eingemeindet. Damit endete die Selbständigkeit der Gemeinde Heddernheim: Sie wurde mit 244 Hektar Land und 5400 Einwohnern zu einem Stadtteil Frankfurts. Eine Folge davon war, dass nach dem Ende des Weltkriegs der Bau von öffentlich geförderten Wohnungen in Heddernheim forciert wurde: Anfang der 1920er Jahre wurde die geschlossene Wohnbebauung entlang von Dillenburger Straße/Hessestraße errichtet, ab 1927 entstand die Gartensiedlung Römerstadt, eine moderne Reihenhaus-Siedlung nach den Plänen von Ernst May. 1936 erfolgte der Ausbau der Siedlung Brühlfeld.

#### Die Vernichtung der jüdischen Religionsgemeinschaft

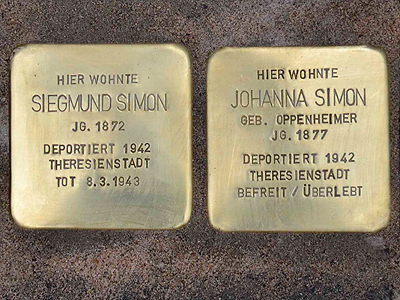
„Stolpersteine“,
Heddernheimer Landstraße 32

In der Zeit des Nationalsozialismus endete auch in Heddernheim das jahrhundertelange Miteinander von Juden und Christen. 1913 waren noch 60 Juden im Stadtteil gemeldet gewesen, 1935 waren es nach – in den 1920er Jahren noch freiwilligen – Wegzügen lediglich 37. Wie fast überall im Deutschen Reich kam es in der Nacht vom 9. zum 10. November 1938 auch hier zu Übergriffen auf jüdische Einwohner; Einzelheiten wurden 1954 während eines Prozesses vor dem Landgericht Frankfurt aktenkundig:
Von Eschersheim aus kommend, fuhr am Morgen des 10. November 1938 eine Gruppe NSDAP- bzw. DAF-Angehöriger nach Heddernheim. Vor der Metzgerei May hielten sie an und schlugen mit verschiedenen, schnell gefundenen Gegenständen auf die heruntergelassenen Läden ein, wodurch diese erheblich beschädigt wurden. Einige Personen drangen in das Geschäft und die dahinterliegende Wohnung ein. Einer der Herauskommenden erzählte später, die jüdischen Geschäftsleute hätten noch im Bett gelegen. Die Metzgerei May wurde anschließend demoliert. Der Anführer der Aktion setzte sich wieder neben den Fahrer und ließ den Wagen durch Ortskundige zu der in einer Nebengasse gelegenen Synagoge dirigieren. Der NSDAP-Trupp verwüstete die Synagoge, riß Vorhänge herab, holte Gebetsbücher aus den Fächern und die Tora-Rollen aus dem Schrein, zerriss sie und warf sie auf den Boden. Entgegen dem ersten Befehl wurde kein Feuer an das Gebäude gelegt, weil wegen der mangelhaften Ausrüstung der Freiwilligen Feuerwehr Brandgefahr für die umliegenden Gebäude bestanden haben soll. Von Heddernheim aus setzte der Trupp dann seine Fahrt in Richtung Praunheim fort; in der Römerstadt warfen sie noch Scheiben der Wohnung eines jüdischen Arztes ein.

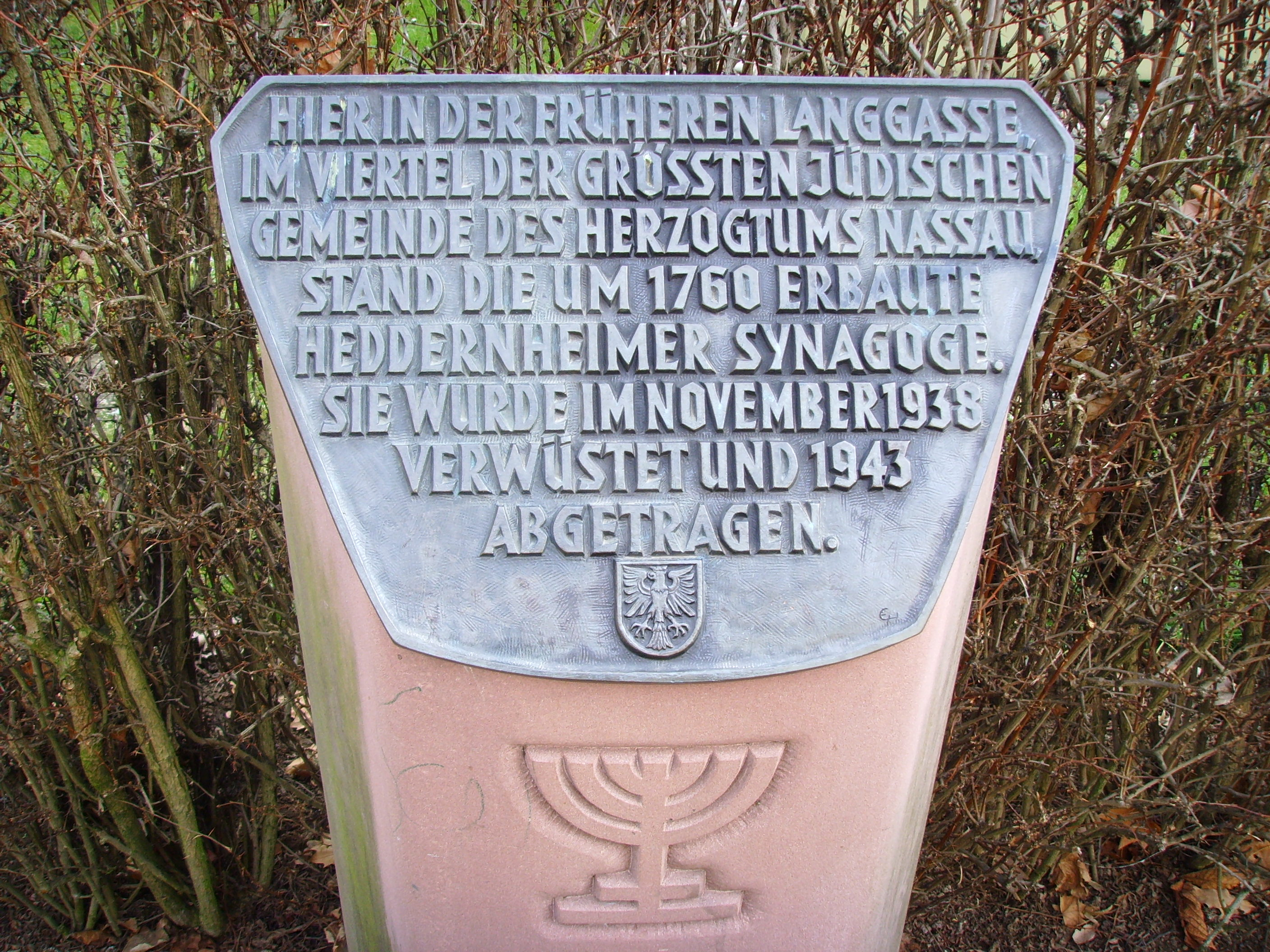
Gedenktafel vor dem Wohnhaus Alt Heddernheim 31–33

Bereits am 22. November 1938 verkauften Max und Johanna May ihr Wohnhaus in der Heddernheimer Kirchstraße mit Laden, Stallung und Scheune sowie das gesamte Inventar der Metzgerei; für den 17. November 1939 ist ihre Ausreise nach Buenos Aires belegt – sie waren vermutlich die letzten Heddernheimer Juden, denen eine legale Ausreise gelang. Diejenigen Juden, die blieben oder bleiben mussten, waren auch in Heddernheim Wohnbeschränkungen unterworfen. Viele Familien mussten ihre Wohnungen aufgeben und in so genannten „Judenhäuser“ einziehen; den beim Einwohnermeldeamt geführten Hausstandsbüchern zufolge waren dies in Heddernheim die Häuser Domitianstraße 4 und Alt Heddernheim 33. Am 22. November 1941 wurden die letzten noch im Stadtteil lebenden jüdischen Familien in Alt Heddernheim 33 abgeholt und ins Ghetto Kauen oder ins Ghetto Riga verschleppt; sie gelten seitdem als „verschollen“. Die Heddernheimer Synagoge wurde 1943 abgerissen, später entstand an ihrer Stelle ein Wohnhaus.
Bereits im August 1941 war im Stadtteil das Arbeitserziehungslager Heddernheim der Gestapo mit Außenstellen in Hundstadt und Hirzenhain eingerichtet worden. Am 23. April 1945 wurden im Zuge von später so genannten Endphaseverbrechen 82 Frauen nach Hirzenhain transportiert und dort von SS erschossen.

#### Die Entwicklung nach 1945

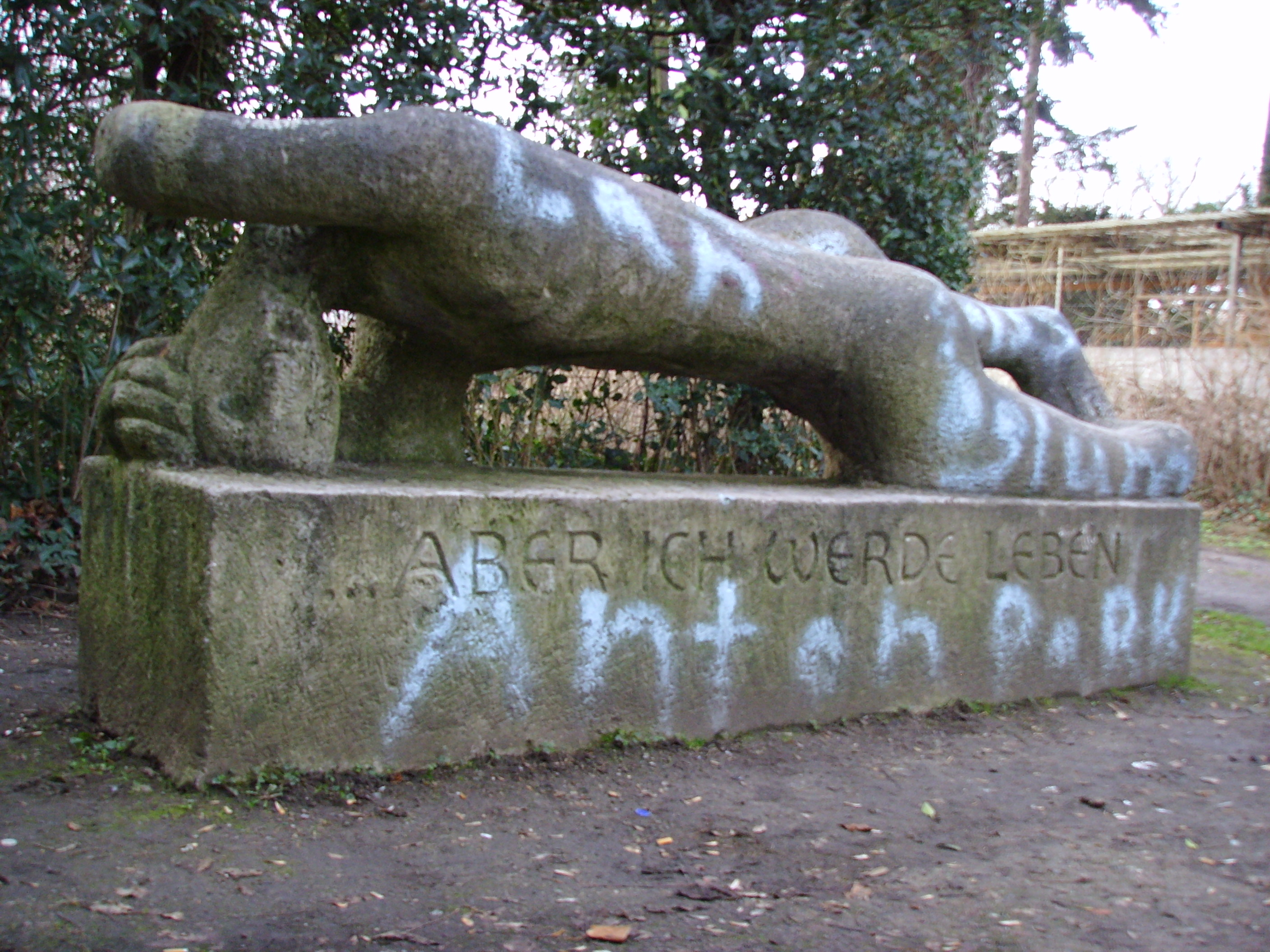
Denkmal für die Toten der Weltkriege

Infolge wiederholter massiver Luftangriffe auf die Industrieanlagen der VDM wurden im Zweiten Weltkrieg ab Oktober 1943 auch in Heddernheim zahlreiche Gebäude zerstört, so am 22. März 1944 unter anderem die Thomaskirche. Einem Augenzeugenbericht zufolge führte der Brand zu einem elektrischen Kurzschluss, so dass plötzlich alle Glocken zu läuten begannen, bis schließlich der Dachstuhl des Turmes ins gleichfalls brennende Kirchenschiff stürzte; der Kirchturm wurde ohne die vorherige, dem Turm der katholischen Kirche ähnelnde Spitze wiederhergestellt, er besitzt dieses kostengünstigere Dach noch heute. Die Siedlung Römerstadt wurde 1945 von der US-Armee zugunsten der im Kupferwerk befreiten Fremdarbeiter beschlagnahmt, die nun Displaced Persons genannt wurden und schwarz eingefärbte US-Uniformen trugen; die deutschen Einwohner hatten Häuser und Wohnungen binnen Stunden mit minimalem Gepäck zu verlassen. Einige Wochen später wurden die Häuser der Römerstadt auf Kosten der Gartenstadt AG renoviert und standen bis 1956 Angehörigen der US-Streitkräfte und deren Familien zur Verfügung.
Im Jahre 1951 gründete sich die Zuggemeinschaft Klaa Paris, die 1952 den ersten Fastnachtsumzug seit 1939 organisierte. Im gleichen Jahr wurde der Kreppelkaffee der Käwwern, eine Sitzung für Kinder, ins Leben gerufen. 1954 hatte Heddernheim 10.000 Einwohner. 1955 wurden die Dillenburger Straße und die Hessestraße als nördliche Ortsumgehung ausgebaut; der geradlinige Anschluss der auf vier Spuren erweiterten Dillenburger Straße an die Eschersheimer Landstraße erfolgte erst 1972 nach Fertigstellung der Maybachbrücke. Als Ersatz für den in der Frankfurter Innenstadt während des Krieges zerstörten Wohnraum und zur Unterbringung zahlreicher zugezogener Heimatvertriebener wurden in den 1950er Jahren vor allem entlang der Antoninusstraße, der Titusstraße und der Konstantinstraße Sozialbausiedlungen und Reihenhaussiedlungen errichtet.

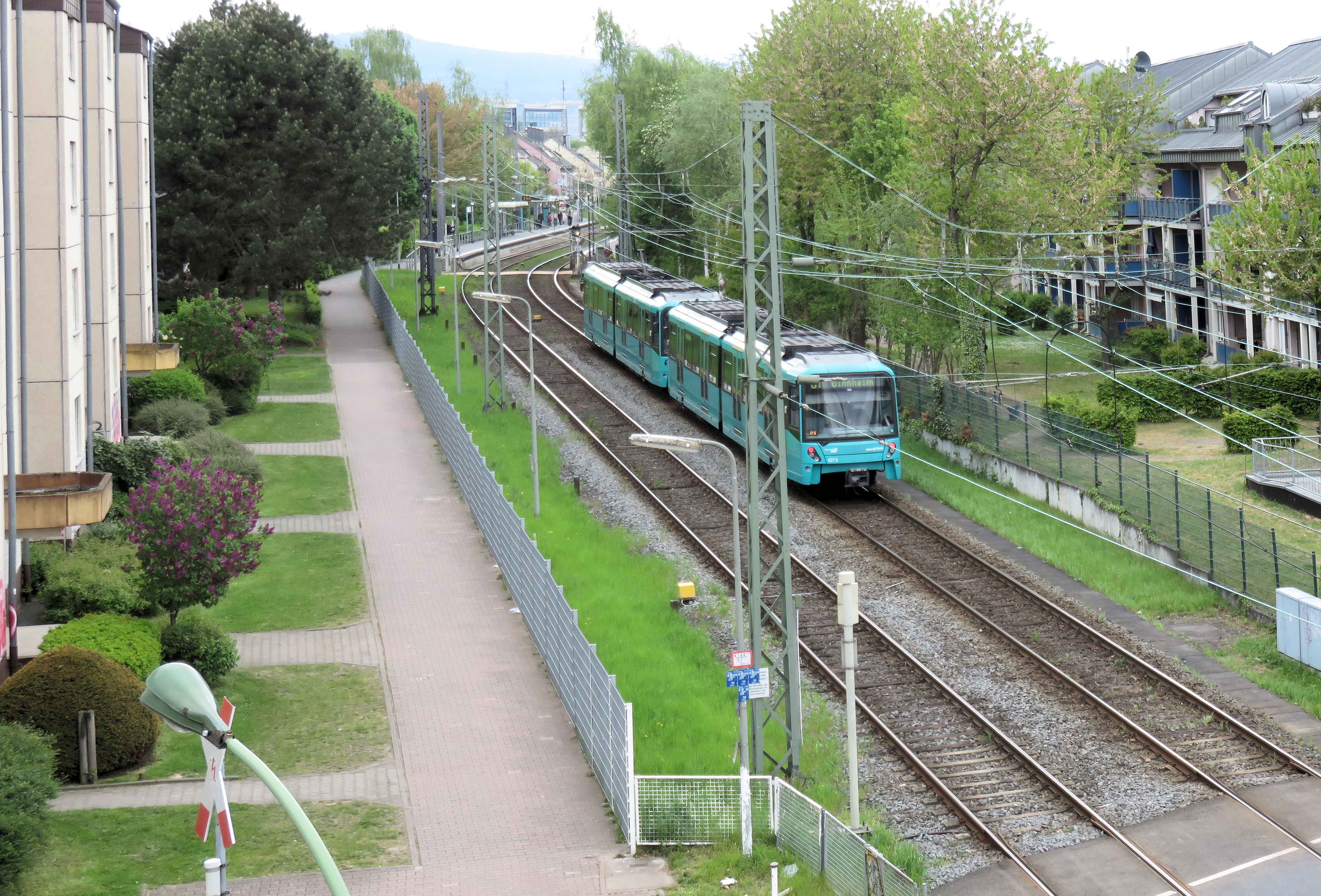
U1-/U3-/U8-Trasse zwischen Hessestraße und Zeilweg

In der zweiten Hälfte der 1950er Jahre beschloss die Stadt Frankfurt, auf dem bis dahin als Ackerland genutzten Gelände (Gebiet des römischen Nida) zwischen den Ortskernen von Heddernheim, Praunheim und Niederursel eine Großsiedlung in der Tradition der so genannten Gartenstädte der 1920er Jahre zu errichten, die Nordweststadt. Dadurch wuchs Heddernheim bis Ende der 1960er Jahre mit dieser Trabantensiedlung und seinen beiden historischen Nachbarorten zu einem einheitlichen großstädtischen Wohngebiet zusammen, dessen alte Gemarkungsgrenzen nirgends mehr erkennbar sind. Das Nordwestzentrum wurde beispielsweise noch vollständig auf Heddernheimer Gelände errichtet. Seit Mitte der 1960er Jahre wurden die ehemaligen Tongruben zwischen Hessestraße und Zeilweg aufgefüllt und bebaut.

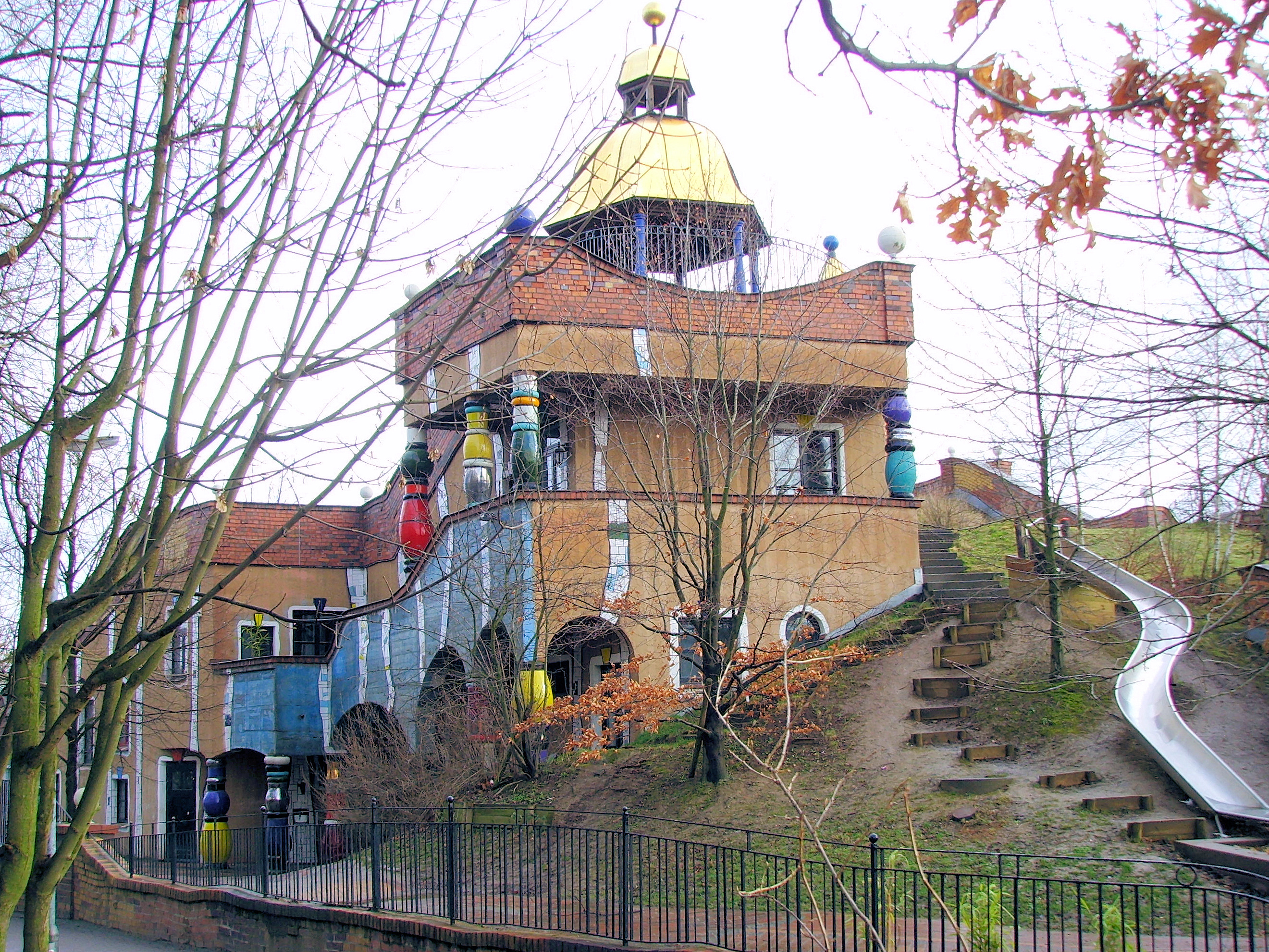
Die Hundertwasser-Kita

Seit den 1990er Jahren entstanden am nordwestlichen Rand von Heddernheim weitere große Neubausiedlungen auf dem ehemaligen, aufwändig bodensanierten VDM-Gelände (Mertonviertel und Riedwiese). Dort befindet sich nahe der U-Bahn-Station Zeilweg direkt am Urselbach die sehenswerte, von Friedensreich Hundertwasser geplante städtische Kindertagesstätte (Hundertwasser-Kindertagesstätte). Ab 2001 ist an diese Siedlungen – in Hanglage – anschließend das Wohngebiet Riedberg entstanden, so dass Heddernheim heute selbst mit dem weiter entfernten Kalbach ein zusammenhängendes Wohngebiet bildet.

## Persönlichkeiten
Geboren in Heddernheim
- Willi Mietens (1878–1933), Bankdirektor und Mitglied des Provinziallandtages der Provinz Hessen-Nassau